# Il Demone (poema)
Il Demone. Storia orientale (in russo: Демон. Восточная повесть) è un poema in versi di cui Michail Jur'evič Lermontov scrisse tra il 1829 e il 1839 otto redazioni, pubblicato in versione integrale solo nel 1856 a Karlsruhe. Il poema è diviso in due parti, ciascuna delle quali consta di sedici strofe, per un totale di 1132 versi. Il metro è il tetrametro giambico, con osservanza dell'alternanza delle rime piane con quelle tronche. In lingua originale il testo è ricco di forme arcaiche, accenti antichi e licenze poetiche. Si tratta del poema romantico più celebre della letteratura russa, mirabile incontro di Amore e Morte, specchio dell'anima inquieta e appassionata del suo autore.

## Trama

### Parte prima
(in Lermontov 1990, vv. 1-6; vv. 14-15)
Lucifero, l'angelo cacciato dal Paradiso e in esilio perpetuo, vaga solitario, tediato e afflitto dalla nostalgia. Mentre sorvola la lussureggiante Georgia, la sua attenzione è rapita dalla casa di re Gudal, costruita su alte mura non lontano dal fiume Aragvi. È giorno di festa: la giovane principessa Tamara è stata promessa sposa al «signore di Sinodal» e fervono i preparativi per il matrimonio. La fanciulla, circondata dalle amiche, siede, secondo un costume locale, sul tetto della casa, ricoperto di tappeti, quando si alza e danza per l'ultima volta nella vita. Sensuale e bellissima, «colma di gioia infantile», per quanto sovente «un segreto dubbio» le adombri il volto, Tamara balla e il Demone la vede e «di colpo un'emozione inspiegabile» agita la sua anima e riempie di «una beata armonia il deserto del suo muto cuore». Di nuovo, dopo aver ricordato con malinconico rimpianto il tempo della vita in cui fu un angelo, il Demone sente rinascere in sé l'amore.
Ma la ragazza è prossima alle nozze: il fidanzato a cavallo si dirige verso al casa di Gudal, con una carovana al seguito, e il Demone, geloso, gli inculca nella mente pensieri lussuriosi, di modo che quando passa accanto a una chiesa, non si ferma a pregare, come voleva la tradizione, e prosegue dritto, smanioso di incontrare la donna. E allora l'astuto Demone mette sulla sua strada dei briganti osseti che lo uccidono e rubano i tesori custoditi nei carri. Il «valente destriero» porta a destinazione il suo padrone morto. Il dolore di Tamara è grande, anche se mai aveva veduto il giovane. Si getta sul letto e piange; ed ecco che una voce incantevole le parla, le sussurra di non versare lacrime per colui che non potrà sentire la sua tristezza, tanto preziosa, e che già è rallegrato dai canti intonati in Paradiso. Il seduttore conclude la sua "canzone", tanto carezzevoli risuonano le parole, con la promessa di tornare e mandarle «sulle ciglia di seta sogni dorati...». Così Tamara comincia a fare sempre lo stesso sogno: un essere «nebuloso e muto», di bellezza non umana, si china sul suo cuscino e la guarda pieno d'amore e di mestizia. Chi è dunque che le turba il sonno?

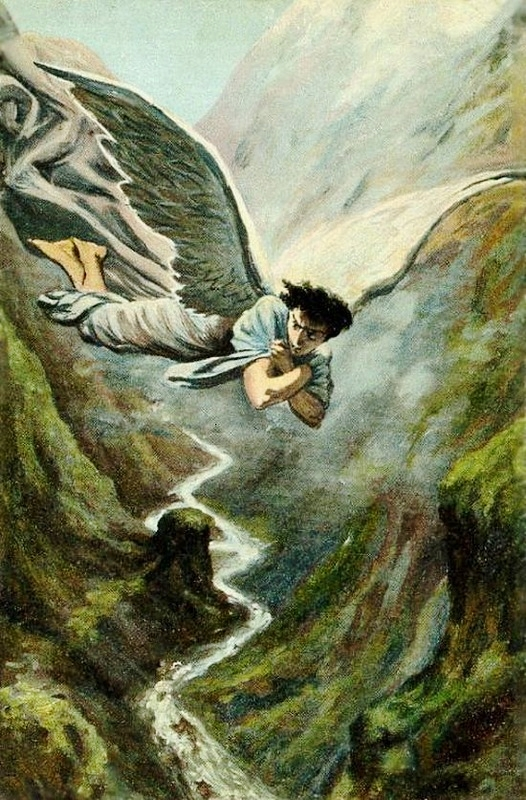
«Il Demone vola sulla terra», opera di Mihály Zichy
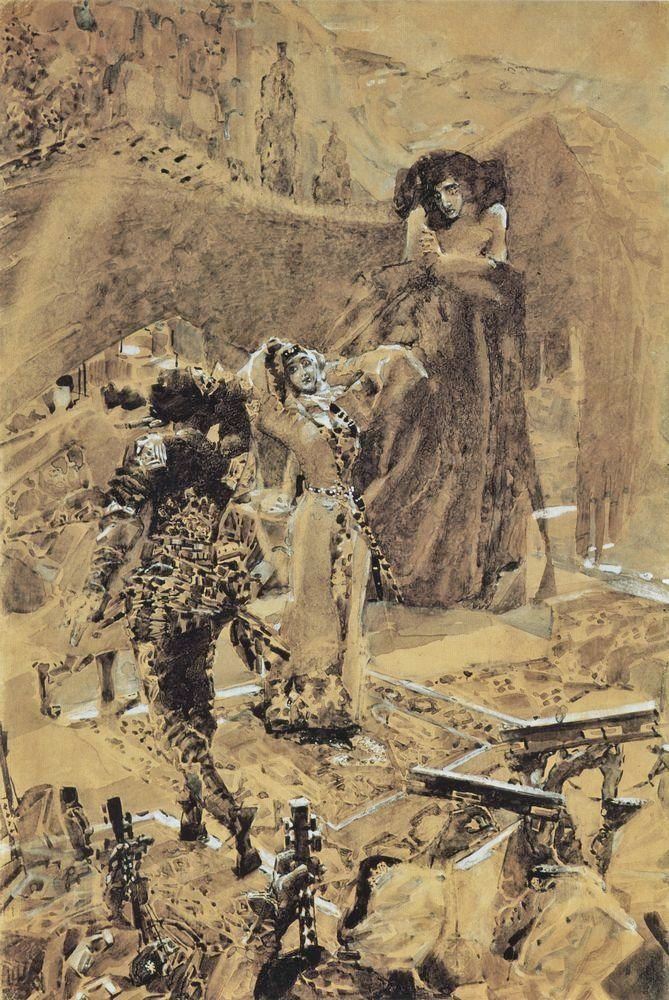
«Il Demone guarda Tamara danzare», opera di Michail Vrubel'
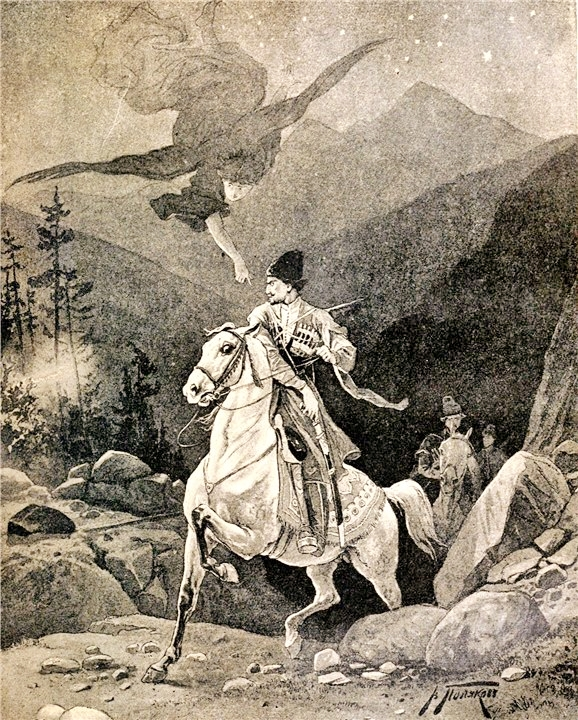
«Il Demone provoca la morte del promesso sposo di Tamara», illustrazione di V. A. Poljakov
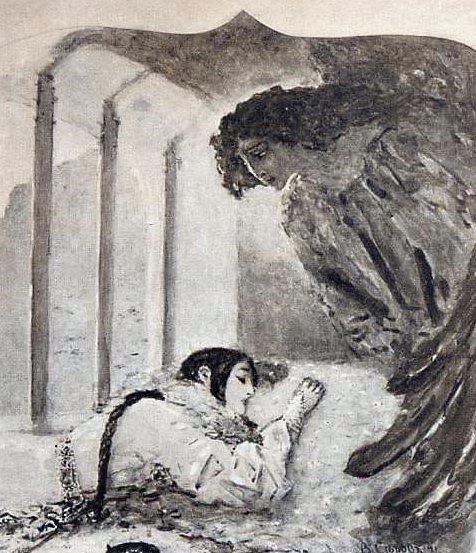
«Il Demone appare in sogno a Tamara», opera di Michail Vrubel'

### Parte seconda
Tamara sente di essere dominata da una forza oscura, ne prova contro la sua volontà attrazione e, nella speranza di tenerla lontana da sé, entra in convento. Di giorno però lei stessa sospira nell'attesa che lui arrivi, e di notte la creatura dagli occhi tristi e dalla voce melodiosa torna a popolare i suoi sogni. Tamara è tormentata: desidera pregare i santi, ma «il cuore manda la preghiera» a colui che teme e al contempo desidera.
Il Demone vola intorno al monastero ed esita. Non osa ancora violare la santità di quel luogo e per un attimo pensa di «abbandonare il suo crudele intento». Tamara canta nella sua cella un canto dolce e contrito, e il Demone comprende finalmente «l'angoscia dell'amore». Vuole andar via, ma le ali non gli obbediscono e una «lacrima di piombo» scende dai suoi occhi spenti, si fa fuoco e trafigge la pietra. Commosso dalla tenerezza del canto, il Demone entra nella cella di Tamara. Sente l'anima aprirsi al bene, è pronto ad amare di nuovo e ha paura, nonostante il cuore orgoglioso, come un amante qualunque al primo incontro con la persona cara, quando vede accanto a Tamara un cherubino. Con la sua canzone la ragazza ha infatti invocato l'aiuto dell'angelo e non, come ha creduto il Demone, chiamato lui. Così, invece di un tenero saluto, il Demone deve sentirsi dire dall'angelo di indietreggiare, che Tamara è il suo amore sacro, e in lui svanisce la gioia, il desiderio del bene, e l'antico odio si risveglia in tutta la sua atroce potenza.
Satana grida all'angelo che la donna è sua e l'angelo scompare. Comincia il dialogo tra Tamara e il Demone, che rivela la sua identità, a lei già ben nota. Egli è «colui che nessuno può amare», il «signore di scienza e libertà», il nemico del cielo e il male della natura. Nonostante l'infinito potere di cui è portatore, è ai suoi piedi. Nulla gli importa più ormai, senza di lei l'eternità è orrore. Tamara gli domanda perché tra tutte le donne ha scelto di amare lei. Il Demone non lo sa. Sa solo che la sua anima è inquieta, che anche in paradiso la felicità non era perfetta dal momento che lei non c'era. Le descrive la sua vita satura nei secoli di «amara gioia e amara sofferenza», le confida quanto sia triste vivere solo per sé, sprofondato nella noia, quanto anche compiere il male lo lasci indifferente. La sua infelicità non può mutare, né cessare con la morte essendo egli immortale, nondimeno la sua vita, prima di amare, era del tutto simile alla morte, priva di speranza e di moti del cuore.
Tamara non disdegna il sofferente demone, ne è attratta, ma teme che la sua parola sia ingannevole, che lui voglia solo sedurla, perciò gli chiede di farle un giuramento solenne: che il suo è amore e non menzogna. E il Demone promette. Con bellissima poesia imbastisce un modello di alta retorica in cui viene a confluire la «sua energia erotica», la conoscenza del cuore femminile, la sicumera del grande tentatore. A Tamara offre l'amore eterno e immutabile, la farà «regina dell'universo», le rivelerà «l'abisso dell'ardita conoscenza», le darà il dominio del mondo e, trascinato dall'eloquenza, anche l'impossibile: palazzi di ambra e di turchese, la corona nuziale strappata dalle stelle e bagnata nella rugiada. «Amami!», prega e ordina il Demone, a conclusione del giuramento.
Allora Tamara si lascia baciare. Le ardenti labbra di Satana sfiorano la sua bocca tremante, i suoi occhi la guardano con sovrumana, insostenibile intensità, e la folgorano. Il bacio del Demone dona la morte, è veleno che penetra nel cuore. Il grido di lei lacera la notte. Con quel grido, un misto di terrore, amore, rimprovero, supplica, la fanciulla dice addio alla vita.
Tamara morta, distesa nella bara ha sulle labbra un sorriso strano, come a voler fermare il ricordo del bacio travolgente, anche se fatale. Gudal la fa seppellire nel tempio degli antenati, tra le nevi del monte Kazbek. Poco dopo, l'angelo vola nello spazio del cielo infinito, stringendo al petto l'anima di Tamara. Appare come un fulmine il Demone e grida di nuovo, ribollente di odio e con sguardo maligno: «Lei è mia!», ma stavolta l'angelo s'impone. L'anima di Tamara – chiarisce – è di quelle «la cui vita è un unico momento di un insopportabile dolore, e di mai raggiungibili diletti», un'anima non creata per il mondo, che ha dubitato, errato, sofferto ed amato, e perciò predestinata al paradiso.
(in Lermontov 1990, vv. 1055-1059)

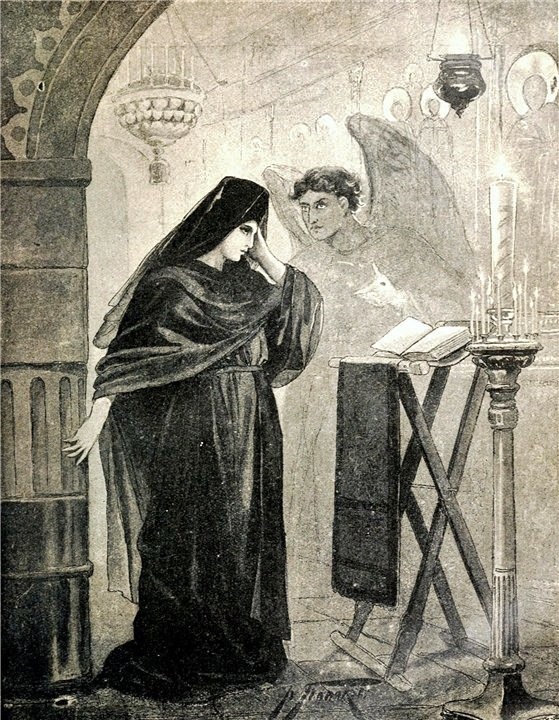
«Tamara in convento invoca l'angelo», illustrazione di V. A. Poljakov
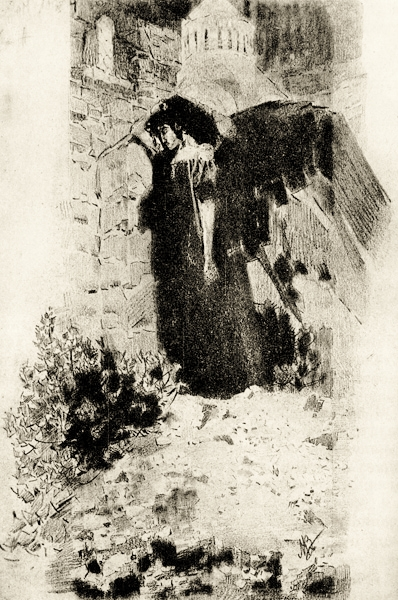
«Il Demone alle porte del convento», opera di Michail Vrubel'
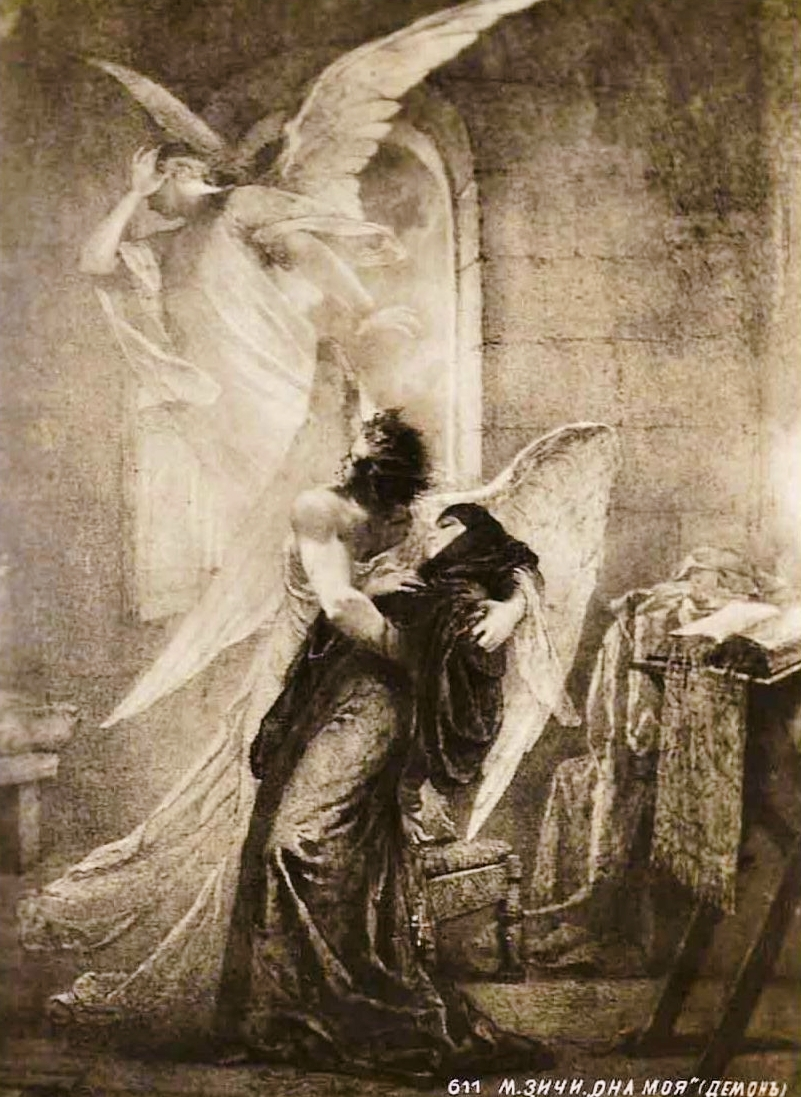
«Il Demone esclama: "Lei è mia!"», opera di Mihály Zichy
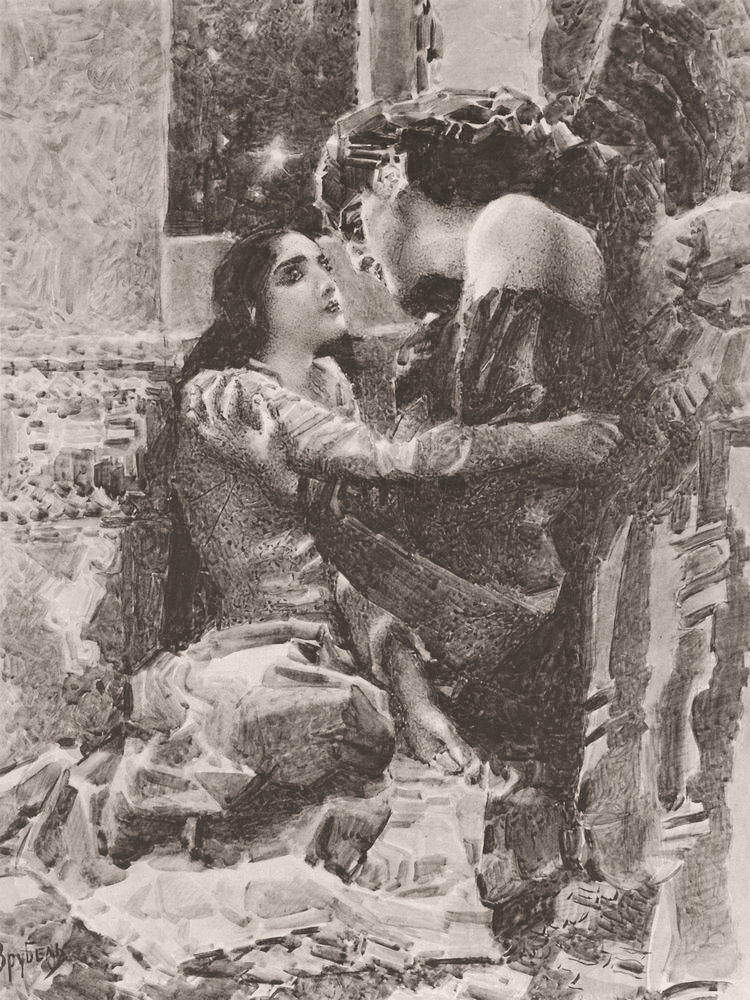
«Il giuramento del demone», opera di Michail Vrubel'
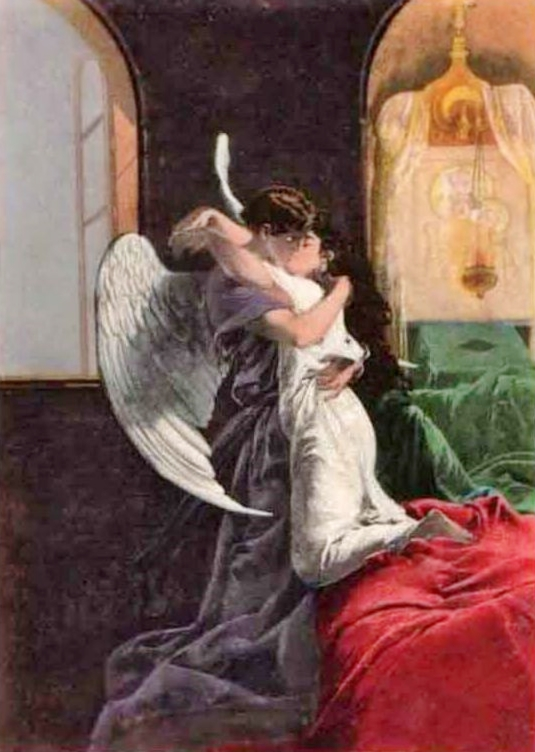
«Il bacio tra il demone e Tamara», opera di Mihály Zichy
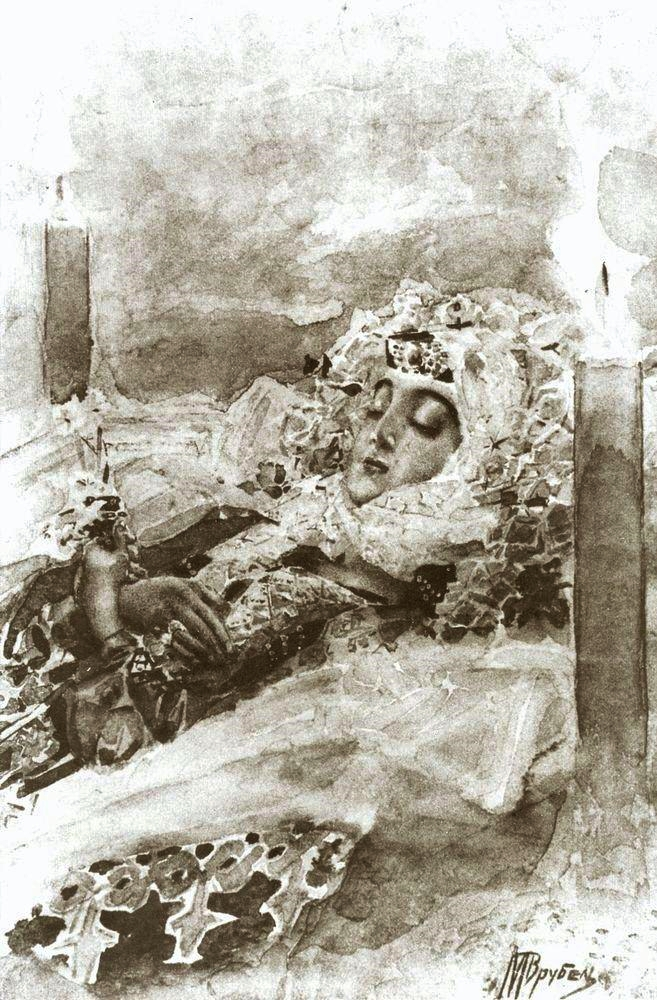
«Tamara nella bara», opera di Michail Vrubel'
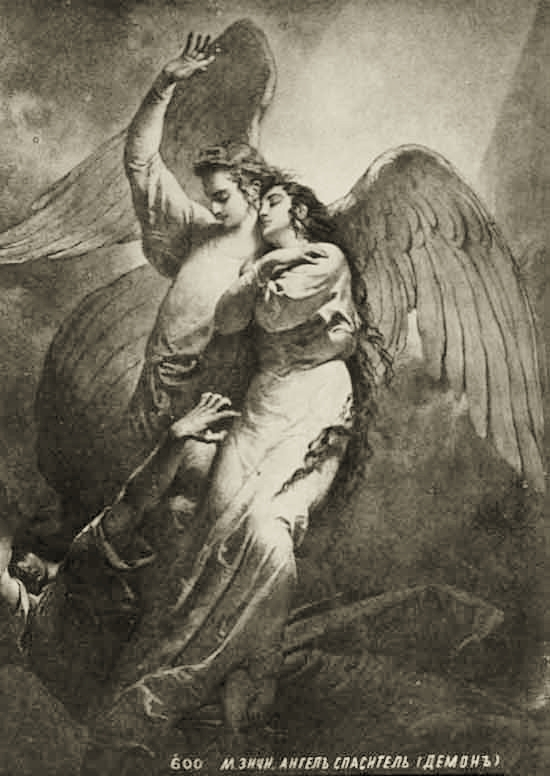
«L'angelo salvatore scaccia il Demone», opera di Mihály Zichy
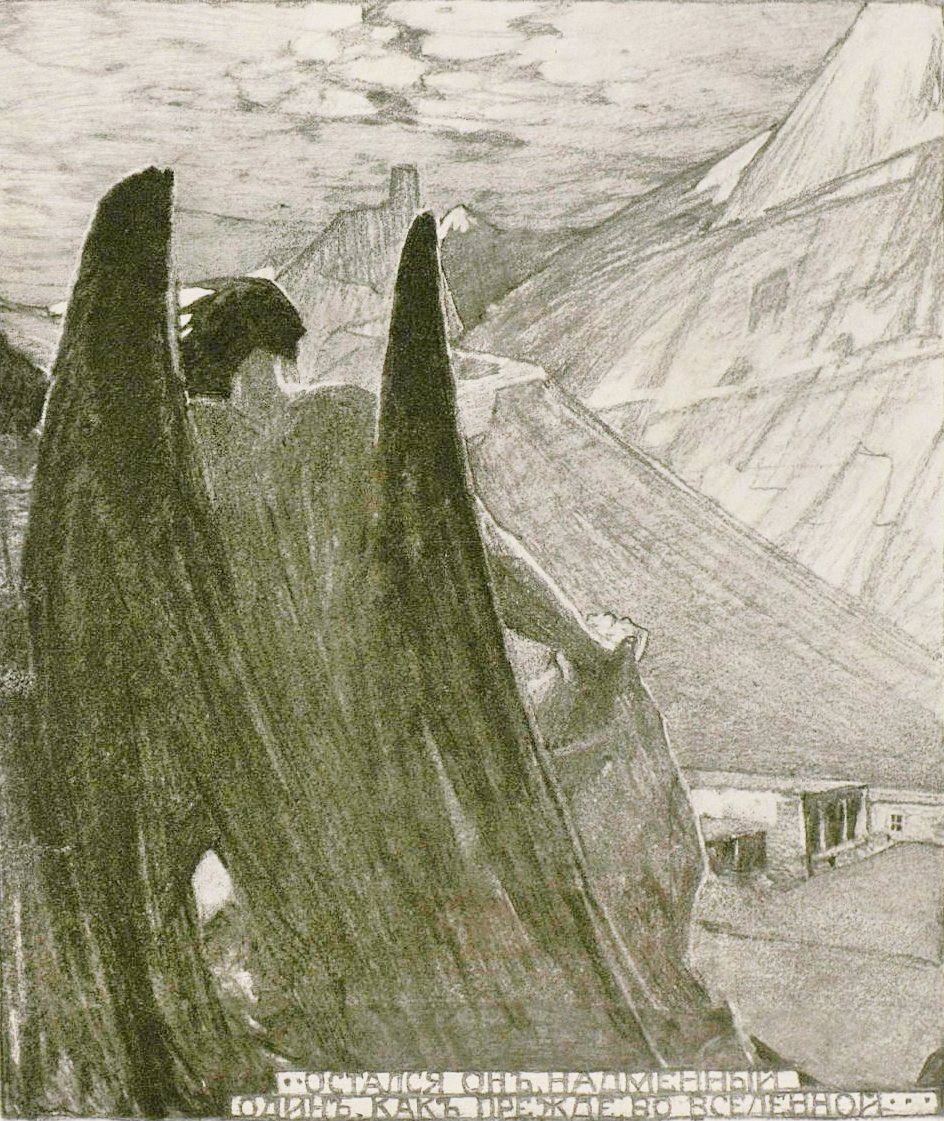
«Il Demone, sconfitto, resta solo», illustrazione di Al'fred Ėberling

## Storia della creazione

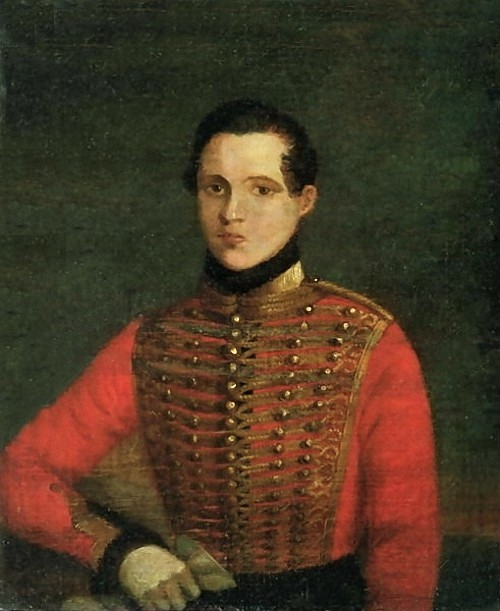
Lo Junker (allievo ufficiale) Lermontov nel reggimento ussari della Guardia imperiale. Ritratto del 1830, opera di A. Čelyšev.

Il Demone è la creazione artistica su cui più a lungo Lermontov lavorò e che lo accompagnò per un arco di tempo di circa dieci anni, in modo da crescere con essa sia come artista che come uomo. Secondo la principale edizione critica delle opere di Lermontov, a cura dell'Accademia delle scienze dell'URSS, sono riconosciute otto versioni del poema, compresa la IV, sotto ogni aspetto non assimilabile alle altre, ed esclusa una variante della VI, solo recentemente accreditata come autentica.
Il poeta vi pose mano una prima volta nel 1829, appena quindicenne. Il testo, poco più di un abbozzo, consta di due brani in prosa, nei quali è delineata la trama, e di 95 versi, cui occorre aggiungere quelli della dedica, scritta in due varianti. Alcuni particolari sono presenti fin da subito e saranno conservati anche in seguito, a eccezione della quarta redazione: il primo verso, la solitudine del Demone, il rimpianto del paradiso, la lacrima di piombo, il sentimento d'amore che rinasce per una mortale, un principio di dialogo tra i due protagonisti. Il Demone, volando nel cielo illuminato dalla Luna, vede un monastero e vi entra. Attratto da dolci note che paiono generate da un liuto, «"il proscritto del cielo"» sente rinascere in sé sentimenti d'amore da tempo sopiti. Una bellissima monaca è all'origine di quei suoni e lui se ne innamora, ricambiato, finché non ne provoca la morte per odio e invidia del suo angelo custode. L'anima della fanciulla precipita all'inferno e il Demone deride le lacrime della creatura angelica che la piange dalla sommità dei cieli.
La seconda redazione, che risale agli inizi del 1830, è composta da tredici strofe per un totale di 442 versi, e non include dediche. Stavolta il demone non è da identificarsi con Satana, è bensì uno spirito del male che al primo angelo caduto ha fatto atto di obbedienza. In lui, eccitate dalle note del liuto, affiorano beatitudini obliate che lo inducono a inseguire la fonte di quei suoni: un'incantevole monaca dai riccioli neri. Ella tiene tra le mani un liuto spagnolo ed è triste perché non ha mai conosciuto i suoi genitori. Il demone, avendo giurato a Satana di non amare, fugge da quel luogo indefinito prospiciente il mare e va a rintanarsi in una grotta di ghiaccio. Soggetto a sentimenti contrastanti, quando prevale in lui l'amore, aiuta chi ha perso la via, chi è travolto dalla tempesta, chi cerca un rifugio; ma quando è assalito dai vecchi tormenti, spacca le rocce e brucia le foreste. Decide infine che ha il diritto di amare e torna al convento. Ma qui il suo sogno d'amore s'infrange alla vista della donna, felice sotto l'ala protettrice del suo angelo. Il demone, che voleva rinascere a nuova vita, è respinto dalla gelosia di nuovo nel turbine del male. Prende l'aspetto ingannevole di un giovane modesto e, pur dichiaratosi per quello che è, un demone, la impietosisce con il racconto della sua infelice condizione di creatura abbandonata, priva della sia pur piccola gioia e la cui unica possibilità di salvezza è nell'amore di una fanciulla pura. La tristezza del demone intenerisce la monaca, che rinuncia alla sua pace per amare l'essere infernale.
Di lì a poco giunge l'anziano pope, chiamato dalla monaca morente per confessargli la storia della propria perdizione, ma a quel punto si manifesta il demone a impedire che la peccatrice possa giovarsi di quest'ultimo conforto: una parola di perdono. Al suo «"folle sorriso"», che terrorizza il vecchio pope, la donna ribatte:
(in Lermontov 1990, inizio 1830, vv. 83-88)
Molto tempo dopo, quando il convento è ormai un luogo disabitato e diroccato, l'angelo torna a pregare sulla tomba di colei che è stata maledetta per amore, mentre il suo assassino osserva la scena con un «"sorriso di disprezzo"».

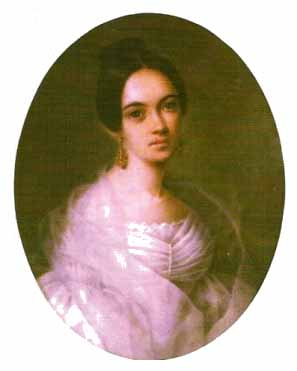
Ritratto di Varvara A. Lopuchina, opera realizzata nel 1833 dal pittore francese Pierre Edmond Martin

Del 1831 è la composizione della terza versione del poema, che, rispetto alla seconda, presenta poche ma non trascurabili differenze, oltre ad essere introdotto da una dedica alla «"mia Madonna"», appellativo riferito a Varvara Lopuchina (1815-1851). I due si erano conosciuti nel novembre del 1831 e subito avevano provato una reciproca simpatia, tanto da indurre Lermontov a dedicarle l'opera appena scritta. I versi, non raccolti in strofe, sono 503.
In questa stesura il demone che, come nella precedente, non è Satana, appare per un momento capace di nutrire un sentimento d'amore autentico. Quando entra nel convento e ode il canto intriso d'«"angoscia e pentimento"» della monaca, dai riccioli ora fulvi, si affretta a volare lontano per timore di farne in futuro una sua vittima, accontentandosi di trovare un po' di felicità nel ricordo indelebile del momento in cui il suo spento cuore s'è fatto di fiamma. Lo scorrere del tempo gli rivela che «"può amare, e ama: ama davvero nel profondo del cuore"» e senza più paura torna al convento, ove è irrimediabilmente sconvolto dal canto d'amore della monaca per il suo angelo custode, che prontamente si materializza e abbraccia la monaca. Nel demone, l'amore si muta in odio e desiderio di vendetta, così la seduce con la sua retorica patetica e coinvolgente, condannandola all'eterno castigo.
Infine, in questa versione, oltre a comparire per la prima volta il dialogo tra la fanciulla e il demone su Dio, Lermontov ricorre all'espediente letterario di un'antica pergamena ritrovata da un pellegrino e dalla quale il poeta è potuto risalire alla storia dell'infelice monaca.
Piuttosto impropriamente si parla di una quarta redazione de Il Demone, in quanto Lermontov scrisse solo, sempre nel 1831, sette strofe di otto versi ciascuna, in pentametri giambici, concludendo il tentativo con il seguente, amaro commento: «Volevo scrivere questo poema in versi: ma no! In prosa è meglio». Tutti i versi sono originali — grazie all'adozione di un diverso schema metrico —, fluttuano in atmosfere sognanti e si caratterizzano per l'assenza financo di un principio di trama. Ecco l'ultima strofa:
(in Lermontov 1990, 1831, vv. 57-64)
Nel 1832, Lermontov pensò di ambientare la storia del Demone in un'epoca precisa e scrisse in forma molto sintetica il canovaccio del nuovo sviluppo narrativo. Durante il periodo dell'esilio babilonese, nel cuore del Demone nasce l'amore per una giovane ebrea, veduta mentre dorme e che suggestiona con i suoi poteri nel sonno. Al risveglio, la fanciulla racconta al padre cieco di tempi lontani e della presenza di un angelo. La vicenda continua quindi come nelle precedenti versioni fino alla morte della ragazza, per concludersi con il ritorno del padre in Israele e la sepoltura della figlia in terra straniera. Questo fu l'unico tentativo di dare una collocazione temporale al poema, che resterà indeterminata.
Datata 1833-1834, la quinta redazione raccoglie in tre capitoli 519 versi e si muove, relativamente alla struttura narrativa, sulla falsariga della terza versione. Lermontov stavolta esclude la dedica e la citazione di Byron, da cui nel frattempo ha consumato il distacco, abbandona l'artificio della pergamena ed elimina il canto della monaca. In compenso approfondisce l'analisi psicologica del protagonista, mostra maggiore attenzione per lo scenario naturale, che, nonostante resti ancora impalpabile, indefinito, acquista una vitalità sua propria, amplia il monologo del demone seduttore, che comincia ad arricchirsi di enfatiche visioni e di mendaci promesse d'amore eterno «"in gioia e in sofferenza"», e infine disegna a grandi linee l'episodio del bacio, occasione in cui apporta l'unica, sostanziale variazione nella trama. Dopo aver accennato alle «"ardenti labbra"» del demone che si accostano a quelle della monaca, il racconto prosegue attraverso le impressioni del guardiano notturno del convento che, passando accanto alla cella della giovane donna, sente «"come il bacio di due bocche innamorate e frementi"», e poi «"un grido incerto e un debole lamento"» che annunciano la morte della fanciulla, con la conseguente scomparsa della figura del padre confessore.

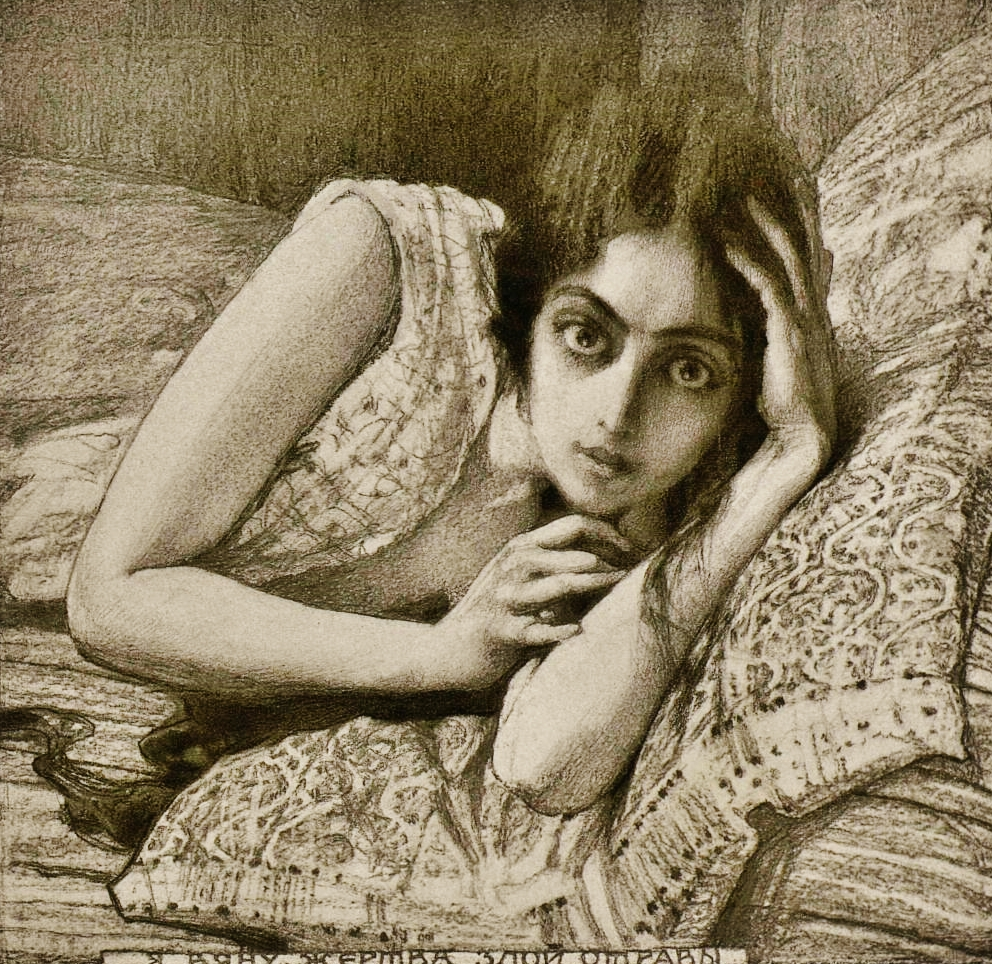
La principessa Tamara in un'illustrazione di Al'fred Ėberling (1872-1951)

Lermontov riprese il suo poema dopo il primo esilio nel Caucaso, dove era stato inviato per aver insinuato la diretta responsabilità degli ambienti governativi nel duello che era costato la vita a Puškin nell'ode La morte del poeta. Nasce allora la sesta redazione, che sarà poi conosciuta come la prima caucasica o della Lopuchina, perché il manoscritto fu donato dal poeta alla donna amata, omaggiata con una dedica posta a conclusione del poema, la cui quartina iniziale così declama: «Finito! E nel cuore c'è un dubbio involontario!/Un noto canto t'interesserà ancora,/Di sconosciuti versi il canto assorto,/Amica che dimentichi, ma non sei dimenticata?». In questa riscrittura del poema, formata da 992 versi, cui debbono aggiungersi i dodici della dedica, e datata 8 settembre 1838, gli avvenimenti sono inseriti in un ambiente geografico preciso, con riferimenti a stili di vita e costumi della Georgia feudale che aggiungono una nota di realismo a una narrazione dall'impianto sovrannaturale; la principessa Tamara subentra alla pallida monaca senza nome delle varianti precedenti; il Demone è Satana e ora ha due rivali: uno umano e uno celeste. Due sono le differenze sostanziali con l'ottava versione: il giuramento del Demone, qui assente, e l'epilogo, con l'anima di Tamara – sulle cui labbra aleggia uno strano sorriso, «"dal senso triste"», forse «"un'altera inimicizia al cielo"» –, che resta con il suo assassino.
Il 29 ottobre (10 ottobre) del 1838, Lermontov lesse il suo poema nel salotto dei Karamzin, che anche dopo la morte dello scrittore, continuava ad essere il principale luogo d'incontro dell'intelligencija a San Pietroburgo, riscuotendo un grande successo. La zarina Aleksandra Fëdorovna che, a differenza del marito, nutriva per il poeta Lermontov una profonda ammirazione, ne fu informata e provò da subito una viva curiosità per Il Demone. Questo fatto, noto a Lermontov già a novembre, unito al divieto di messa in scena del dramma Un ballo in maschera imposto dalla censura qualche tempo prima, persuase il poeta a rielaborare il poema in quella che è la settima redazione, datata 4 dicembre 1838, perché fosse approvato. Le novità principali sono: l'inserimento del giuramento del Demone, la rimozione del verso riferito a Tamara morta e che sarà caro a Belinskij, «"un'altera inimicizia al cielo"», la soppressione della dedica alla Lopuchina, ritenuta troppo intima, e l'aggiunta al titolo del poema del sottotitolo Racconto orientale, mentre non cambia il finale. Nonostante le modifiche apportate, Lermontov però credeva che tutt'al più gli sarebbe stato consentito di pubblicare solo alcuni estratti su Otečestvennye Zapiski, come si evince da una successiva lettera dell'editore Andrej Kraevskij (1810-1889) a Ivan Panaev del 10 ottobre 1839, e probabilmente anche consigliato dagli amici, rivide un'ultima volta il testo. Nasceva l'ottava redazione, che si discosta dalla precedente per l'inserimento del giuramento del Demone e per l'epilogo favorevole a Tamara, la cui anima conquista la salvezza.
Il Demone fu letto a corte, tra l'8 e il 9 (21-22) febbraio del 1839, dal generale Vasilij Alekseevič Perovskij (1795-1857), conosciuto nella storia della letteratura russa per essere stato consultato, quando era il governatore militare di Orenburg, da Puškin in merito alla rivolta di Pugačëv, evento centrale, tra le altre sue opere, ne La figlia del capitano. Il giudizio reale non fu positivo. A quanto pare si rimproverò a Lermontov di non aver scritto un'opera patriottica, «alla maniera di Borodino», una poesia da lui composta nel venticinquennale della battaglia, «o del poema Canto dello zar Ivan Vasil'evič». Il granduca Michail Pavlovič si espresse così: «Abbiamo avuto l'italiano Belzebù, l'inglese Lucifero, il tedesco Mefistofele; ora è apparso il russo Demone: il che significa che il potere del male è arrivato da noi. Non capisco chi ha creato chi: Lermontov lo spirito del male, o lo spirito del male Lermontov?».
L'amico di Lermontov, Vladimir N. Karamzin (1819-1879), figlio minore del già citato scrittore, a quanto risulta dai documenti, consegnò le settanta pagine del manoscritto de Il Demone agli uffici della Censura un mese dopo la lettura presso la Corte, il 7 (19) marzo. L'accademico Aleksandr Vasil'evič Nikitenko (1804-1877), probabilmente perché non ignorava l'opinione favorevole della zarina, concesse il permesso e il giorno successivo il poema fu restituito a Karamzin, ma per qualche ragione Lermontov non procedette alla pubblicazione. Possiamo ipotizzare che gli furono imposti nuovi tagli o, più probabilmente, era stata decisiva la rimozione in quegli stessi giorni del capo amministrativo della Terza sezione, il numero due della polizia segreta, Aleksandr Nikolaevič Mordvinov (1792-1869). Cugino di uno dei più intimi amici di Lermontov, Andrej Nikolaevič Murav'ëv (1806-1874), era stato un funzionario non ostile al poeta, anche se, a dire il vero, neanche troppo accondiscendente, visto che quando era stato interpellato per mettere una buona parola sul dramma Un ballo in maschera aveva rifiutato di farsi coinvolgere. Qualunque sia stata la causa che consigliò a Lermontov di rimandare la pubblicazione del suo travagliato poema, già ad agosto non avrebbe potuto più rimediare, a cagione di una nuova direttiva che imponeva per gli scritti con tematiche religiose il visto anche della censura ecclesiastica, con ogni verosimiglianza impossibile da ottenere per un lavoro come Il Demone.

## La pubblicazione e laquerelleintorno alla versione canonica
Alla morte di Lermontov circolavano in copie manoscritte diverse versioni del poema, perché il suo autore ne aveva fatto dono ad amici e parenti nelle varie redazioni e queste erano poi state alterate, anche sovrapponendo più versioni secondo i propri gusti, così che col tempo divenne ardua impresa stabilire quale testo dovesse essere stampato come ultima redazione e quando precisamente essa era stata scritta.
Kraevskij annunciò la stampa dell'ultima opera del poeta nel numero della sua rivista uscito il 9 (21) dicembre 1841, ma a gennaio del nuovo anno dovette fare un passo indietro, non avendo ricevuto il visto dalla censura. Riuscì però a pubblicarne alcuni stralci, con il titolo Estratti di un poema in due parti di M. Ju. Lermontov, nel № 6 del 1842, sulla base di una selezione curata da Belinskij, che era il risultato della commistione tra la sesta e l'ottava redazione, entrambe provenienti da copie non originali, con una maggiore propensione per la prima, laddove l'anima di Tamara resta con il Demone. Belinskij, che aveva nondimeno riscritto Il Demone per intero, rilegò il suo autografo in marocchino verde, con rilievi e bordature in oro, e lo regalò, per il tramite del collega Vasilij Botkin (1812-1869), alla fidanzata, Marija Vasil'evna Orlova, come proposta di matrimonio. Questo testo sarebbe poi stato riportato nelle successive edizioni delle opere di Lermontov, uscite in Russia nel 1847, nel 1852 e nel 1856.
Il testo integrale de Il Demone fu stampato per la prima volta a Karlsruhe nel 1856 dalla tipografia Wilhelm Hasper, su iniziativa del generale Aleksej Illarionovič Filosofov (1800-1874), parente di Lermontov per via della moglie Anna Grigor'evna Stolypina (1815-1892), cugina della madre del poeta, e amico della nonna, Elizaveta Alekseevna Arsen'eva (1773-1845). Il generale era stato aiutante di campo del granduca Michail Pavlovič e dal 1838 anche precettore dei principi reali Nikolaj Nikolaevič e Michail Nikolaevič. L'anno successivo lo ristampò di nuovo, sempre a Karlsruhe e assieme al poema L'angelo della morte, in una versione leggermente diversa che attinge dalla sesta, la "Lopuchina", e comprende i versi del dialogo tra Tamara e il Demone su Dio. Anche a Berlino Il Demone fu edito nel 1856 e nel 1857, utilizzando un testo vicino alla sesta redazione, forse appartenuto al poeta Friedrich von Bodenstedt. Solo nel 1860 il poema fu finalmente stampato in Russia, facendo riferimento all'edizione di Karlsruhe del 1857, nella raccolta in due volumi delle opere di Lermontov, curata da Stepan S. Dudyškin (1821-1866), uno stretto collaboratore di Kraevskij.

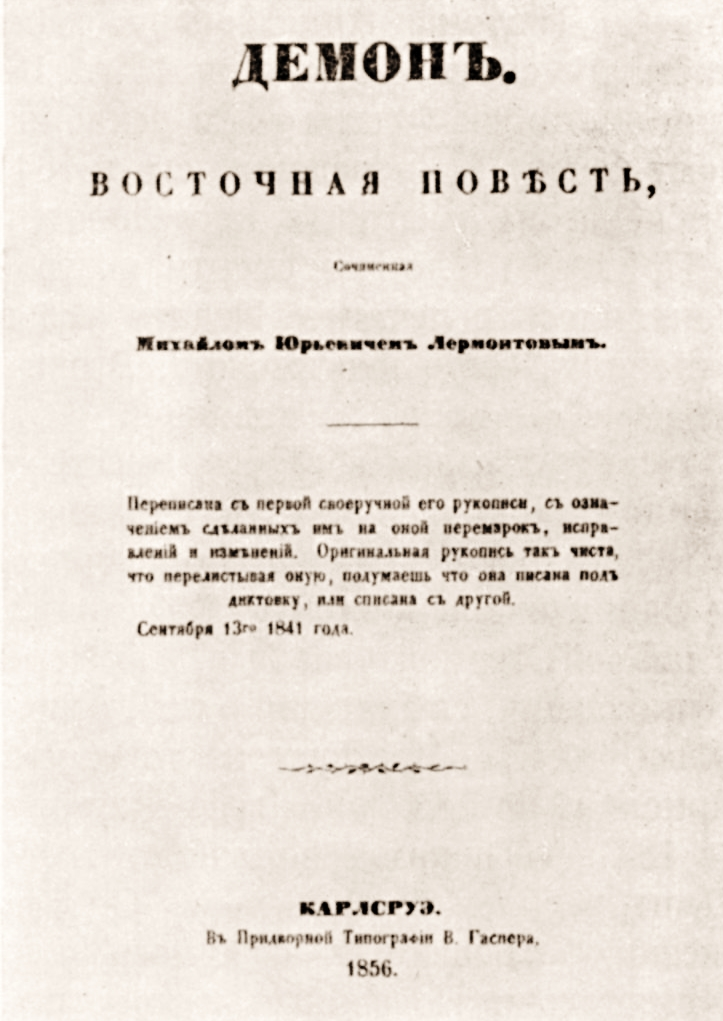
Frontespizio della prima edizione de Il Demone (erroneamente indicata come "copertina" dalla fonte), stampata a Karlsruhe nel 1856, con al centro la nota introduttiva di Filosofov

Le edizioni successive si rifecero a testi non autorevoli: Andronikov, nella sua raccolta delle Opere complete di M. Ju. Lermontov del 1916, cita ben 17 varianti de Il Demone pubblicate sia in Russia che all'estero. Di queste, la più discussa fu quella proposta nel 1889 dal primo biografo di Lermontov, Pavel Viskovatov (1842-1905), che dichiarò in tutta buona fede essere l'ultima redazione autorizzata de Il Demone, ma che in realtà riprendeva un testo distorto e corrotto. Furono perfino convocati, l'8 (20) febbraio 1892, i membri dell'Accademia delle scienze perché si pronunciassero sull'autenticità o meno del testo, malgrado la critica specializzata l'avesse già riconosciuto per falso, e all'unanimità lo dichiararono opera di Lermontov. L'autorevole delibera non sortì alcun effetto pratico e difatti nessun altro editore avrebbe più pubblicato questa variante.
Perfino la prima edizione di Karlsruhe, presentando sul frontespizio una nota per molti punti enigmatica, poneva più dubbi di quante soluzioni desse, e a lungo è stata oggetto di studio da parte dei filologi sovietici. Infatti, Filosofov asserisce che il testo è la copia di un manoscritto originale recante modifiche e correzioni apportate da Lermontov e, al contempo, che appare d'aspetto «così pulito» da poter «credere che sia stato scritto sotto dettatura o ricopiato da altra mano». In calce alla nota, una data: 13 settembre 1841.
L'incredibile confusione che ha circondato l'ultima redazione del poema è principalmente dovuta a una serie di articoli scritti da Petr Kuz'mič Mart'janov (1827-1899), i quali sul finire del XIX secolo ebbero vastissima diffusione e che poggiavano sui ricordi un po' nebulosi dell'ormai anziano Dmitrij Arkad'evič Stolypin (1818-1893), parente, amico di Lermontov e suo secondo nel duello con de Barante. Costui si era deciso a parlare con la stampa solo dopo la pubblicazione postuma, nel 1890, delle memorie del cugino e intimo di Lermontov, Akim Pavlovič Šan-Girej (1819-1893), e aveva favorito non poca disinformazione, facendo credere, tra le altre cose, che Lermontov avesse lavorato al poema fino al 1841 e che ci fosse stata una seconda lettura a corte in quel medesimo anno, ancora vivente il poeta.
A dirimere la lunga controversia tra gli studiosi è stato il ritrovamento nel 1970, presso gli archivi dell'Accademia delle scienze dell'URSS, di una lettera di Filosofov indirizzata al conte Modest Andreevič Korf (1800-1876), direttore dell'allora Biblioteca imperiale russa, scritta da Karlsruhe l'11 dicembre 1856. Da questo e da altri documenti incrociati possiamo ricostruire la storia dell'ultima redazione de Il Demone.
Quando Lermontov ricominciò a modificare Il Demone, per la lettura a corte, realizzò la cosiddetta VII redazione, datata 8 dicembre 1838. Ne vergò una bella copia, ma prima di consegnare il manoscritto al copista di corte decise, forse su suggerimento di amici, di apportare nuove correzioni. Non volendo riscrivere il poema, annotò le variazioni ai margini dei fogli e con un tratto di matita contrassegnò le parti che dovevano essere cancellate, ma che restavano visibili, il tutto con la dovuta attenzione, in modo da non trarre in errore il copista. Così diventa chiaro che il manoscritto della settima edizione e quello dell'ottava coincidono, in quanto quest'ultima è il risultato delle modifiche fatte da Lermontov sul quaderno della redazione precedente. Di conseguenza, le correzioni, venendo a convergere in una nuova redazione, non alterano la pulizia del manoscritto originale in bella copia, giustificando le parole – in verità ambigue – di Filosofov. Fu poi da questo autografo che il generale compilò la sua copia il 13 settembre 1841, ed ecco anche spiegato il significato dell'indicazione temporale apposta sulla pubblicazione di Karlsruhe. Dalla lettera a Korf si apprende infine che Il Demone era stato stampato in sole ventotto copie da distribuire a personaggi influenti della corte, per facilitarne una prossima pubblicazione in Russia, e si scopre il destino avuto dal manoscritto originale di Lermontov.
Dopo essere stato duplicato da Filosofov e da questi inviato a Dmitrij Stolypin, era passato nelle mani del di lui amico Jakim Jakimovič Chastatov (1807-1883), un ufficiale del reggimento Semënovskij, per finire bruciato nell'incendio che gli aveva distrutto la proprietà, sita lungo le rive del Terek, ragion per cui al momento della pubblicazione a Karlsruhe il generale dovette utilizzare la sua copia.
La copia stilata dallo scrivano di corte, una volta conclusa la lettura de Il Demone alla presenza della famiglia imperiale, era stata rispedita a Šan-Girej, il quale prima l'aveva affidata a Fëdor Davidovič Alopeus (1810-1862), un ufficiale del reggimento ussari della Guardia imperiale, e poi al suo compagno presso la scuola di artiglieria, Obruchov. Il prezioso documento fu infine acquisito da Oskar Il'ič Kvist, un avvocato e collezionista di manoscritti, nipote del decabrista Ivan Gorbačevskij, e attualmente è custodito nel Dipartimento manoscritti dell'Accademia russa delle scienze. Questa edizione, detta "della corte", coincide con quella stampata da Filosofov nel 1856 e, con l'aggiunta dei versi del dialogo su Dio, soppressi da Lermontov per ragioni censorie e non ideologiche, viene a costituire la versione canonica de Il Demone.
(in Lermontov 1990, vv. 741-749)
Negli anni quaranta del secolo scorso, per concludere, la studiosa Anna Michajlova ha potuto rintracciare, nell'Archivio storico statale dell'allora Leningrado, il manoscritto di Filosofov, costituito da sessanta pagine, dal quale risulta che l'originale di Lermontov, prima delle correzioni apportate ai margini dei fogli, è datato 8 dicembre 1838 – la settima redazione per l'appunto – , non trascurabile dettaglio cronologico poi omesso dal generale al momento della pubblicazione, avendo egli forse ritenuto che le successive modifiche avevano di fatto superato detta versione.

## Analisi dell'opera

### Antecedenti delDemonelermontoviano
In un'ottica puramente esteriore il tema centrale del poema, l'amore di una creatura celeste per una fanciulla mortale, ha avuto altre incarnazioni letterarie e risale addirittura al libro della Genesi. Sono in proposito da ricordare, tra gli scritti contemporanei a Lermontov, Heaven and Earth - A Mystery (Cielo e Terra, mistero) di Byron, The Loves of the Angels, an Eastern Romance (Gli Amori degli Angeli, una storia orientale) di Thomas Moore, nonché Le Diable amoreaux (Il Diavolo innamorato) di Jacques Cazotte e Éloa, ou La Sœur des Anges (Eloa, o la Sorella degli Angeli) di Alfred de Vigny.
Di queste opere quella che ha maggiore attinenza con la trama de Il Demone è il poema di De Vigny. I protagonisti de Gli amori degli angeli di Moore sono angeli esiliati dal Paradiso non per un atto di rivolta contro Dio, ma per aver cercato l'amore di fanciulle mortali. Il poema di Byron, Cielo e Terra, un mistero, s'interroga sull'esistenza del male, nonostante la bontà di Dio, che appunto è messa in dubbio, e racconta dei fatti che precedono il Diluvio universale. Cazotte nel suo romanzo immagina che il Diavolo, invocato da un giovane, si presenti sotto le fattezze di una bella fanciulla e lo seduca. Mostrerà la sua vera natura un attimo prima di consumare il rapporto sessuale. In Eloa, si narra di un angelo nato dalle lacrime di Gesù sulla tomba di Lazzaro. A sentire la storia degli angeli caduti, l'innocente creatura celeste si commuove per il loro destino e desidera riportarli alla luce. Vagando nelle oscure regioni astrali, vede Satana e, impietosita dalla tristezza aleggiante sul suo volto, se ne innamora, ignorandone tuttavia l'identità. Quando si rende conto dell'inutilità dei suoi sforzi per redimerlo e mostra di voler tornare in Paradiso, si lascia intenerire dalle lacrime di Satana e lo segue in spazi ignoti. Neppure quando sta precipitando all'Inferno con il Demone vittorioso sospetta chi sia veramente e solo alla fine comprende la tragica verità, allorché lui grida il proprio nome.
È poi impossibile prescindere dalle più celebri rappresentazioni del demonio che vanno dal Satana del Paradiso perduto di Milton, al Mefistofele del Faust di Goethe, fino al Lucifero del Cain di Byron, ma il Demone di Lermontov è figura originale che si discosta dai suoi fratelli della letteratura universale. Il Satana di Milton è personaggio affine al Prometeo mitologico, è un angelo ribelle che si oppone a Dio perché creatore di un mondo difettoso e vorrebbe far capire agli uomini che il male è nell'imperfezione dell'opera divina. Il Mefistofele di Goethe è dominato dallo scetticismo, non crede in niente e in nulla vede qualcosa di buono, così si trastulla col fare ironia. La creatura di Lermontov, invece, non è figura energica come quella di Milton, e neppure condivide, «troppo immerso nella sua cupa tragicità romantica», l'ironia di Mefistofele e il suo disprezzo per la Terra, tanto da innamorarsi di Tamara.
Tornando alla Bibbia come fonte letteraria del poema, la critica post sovietica ha rinvenuto anche nella trama de Il Demone un riferimento diretto alle Scritture, precisamente nel Libro di Tobia, dove è narrata la vicenda di Sara, i cui promessi sposi vengono tutti uccisi per gelosia dal demone Asmodeo. Sara e Tamara sono entrambe tormentate dalla creatura demoniaca, ne avvertono la presenza e precipitano in uno stato di grave sofferenza mentale. Non è, infine, fuori luogo inserire tra le fonti del poema anche i recenti sviluppi del pensiero filosofico tedesco sul metodo della dialettica e l'interesse per l'approccio psicologico iniziato in Russia da Puškin con l'Evgenij Onegin.

### Il Demone e Tamara: la complessità del male e la semplicità dell'amore

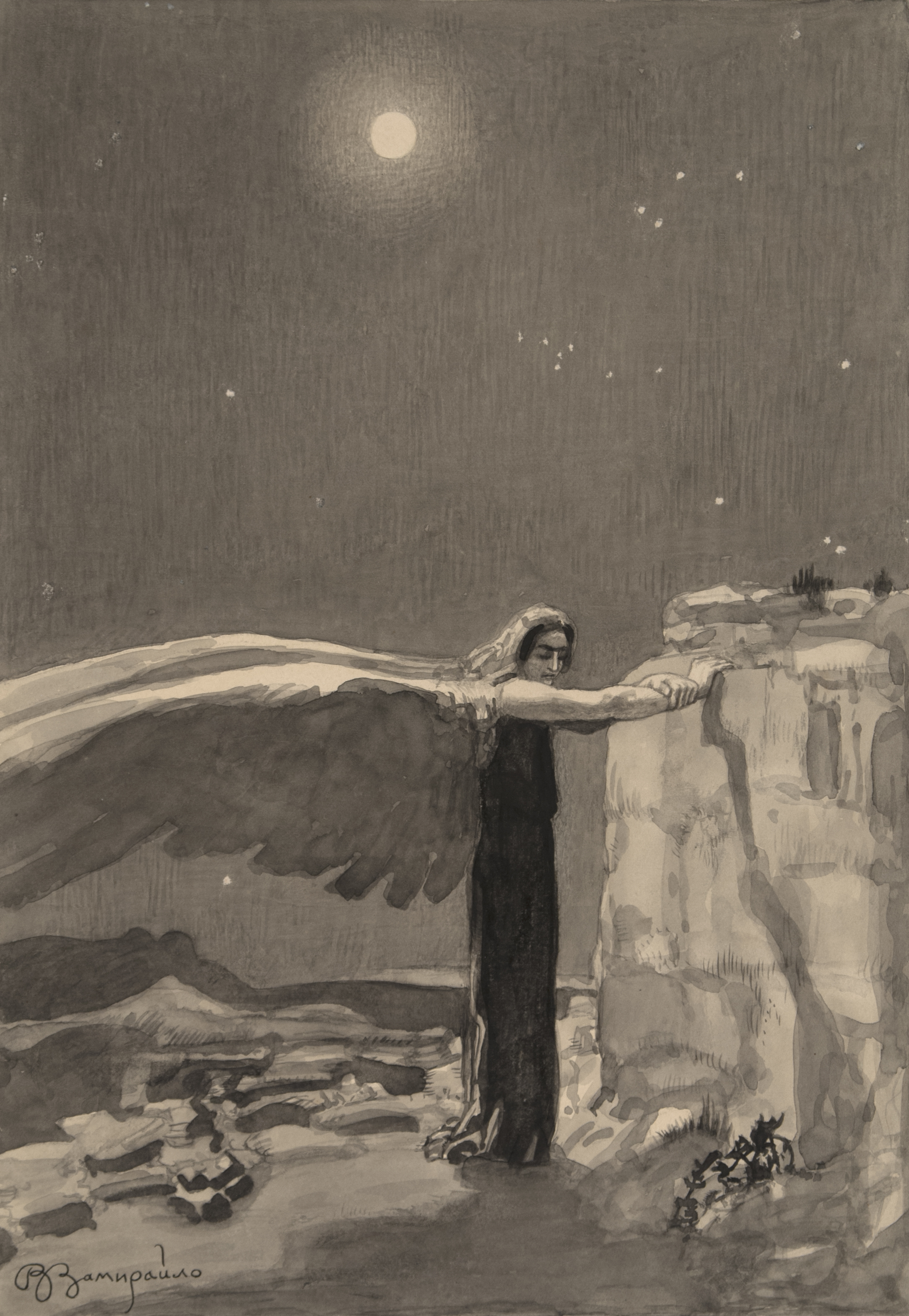
Il Demone in un'illustrazione del pittore-grafico Viktor D. Zamirajlo (1868-1939)

Il Demone è stato percepito dai contemporanei come un'opera poetica veramente grande, come un inno alla libertà e ai diritti dell'uomo, come «una coraggiosa protesta contro l'ordine sociale esistente», contro la brutale azione politica di Nicola I. Lo scrittore Vladimir Rafailovič Zotov (1821-1896), contemporaneo di Lermontov, scrive nel 1863: «Ricordiamo tutti quale enorme, stupefacente impressione questo poema ha prodotto al tempo della nostra giovinezza. Tutta la Russia lo ha letto e lo conosceva a memoria». I contemporanei vollero cioè vedere nell'opera di Lermontov un suo tentativo di mostrare la tragedia psicologica dell'uomo russo in un'epoca buia, il suo desiderio di felicità che non può essere appagato. Dopo il fallimento della rivolta decabrista, il sogno di abbattere un regime illiberale si era frantumato, lasciando inalterato il bisogno di un rivolgimento, unito però alla consapevolezza che era impossibile soddisfarlo, che il potere dello zar (di Dio nella trasfigurazione poetica) era troppo forte perché la rivolta dell'uomo-demone potesse sfociare in una vittoria.
Il Demone è figura lirica dalla complessità sconcertante, in cui oltre a svilupparsi la tematica filosofica della conoscenza, vengono a confluire le dinamiche psichiche della doppia natura del diavolo: l'essere Lucifero e Satana. In quanto Lucifero, egli sente forte la nostalgia del passato, del tempo in cui era cherubino splendente di luce, rimpianto che gli fa nascere la speranza di ritrovare il perduto paradiso grazie all'amore. E come Satana, egli odia, uccide, cerca di portare alla dannazione.
Nel Demone si incontrano le angosce e i tormenti di Lermontov, è quindi il personaggio che porta a maturazione e perfezionamento tutte le altre sue creazioni letterarie, le quali, in diversa misura, sono anch'esse demoni. La complessità risiede nella tortuosità e contraddittorietà della sua psicologia, che ce lo mostra come carnefice e vittima insieme, come la massima espressione della libertà che potendosi, proprio per questo, coniugare solo con uno smisurato egoismo, finisce con lo svuotarla di ogni sua attrattiva e significato e per ridurla a un mero stato di solitudine senza speranza. Il Demone, costretto a vivere in una «perenne quarantena», soffre, sente fin troppo dolorosamente la sterilità delle sue «imprese sciagurate» e non ne prova alcun piacere, la sua ribellione non porta a nulla, è impotenza, ripicca per essere stato cacciato da Dio.

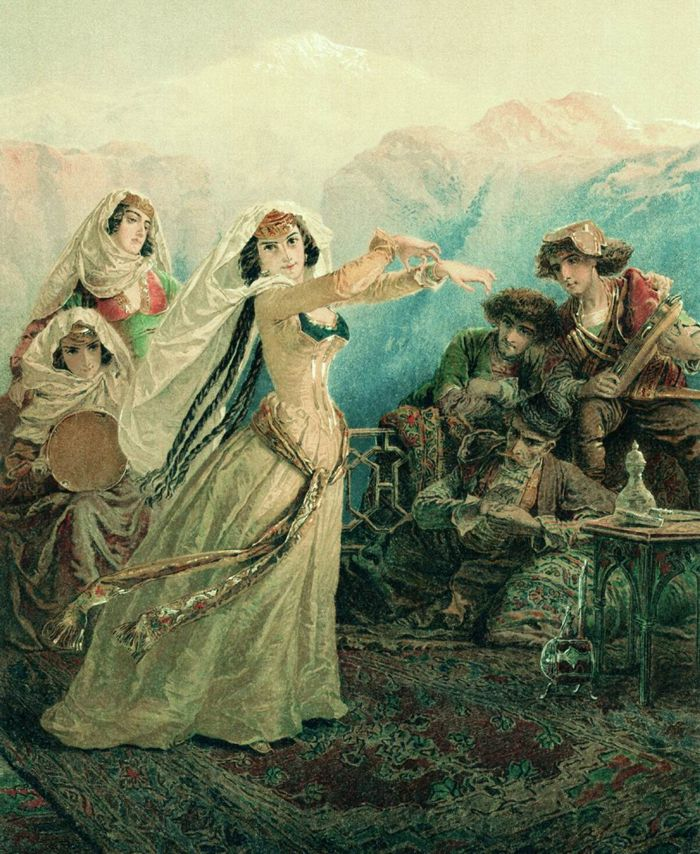
Il ballo della principessa Tamara in un dipinto di Mihály Zichy

La tragedia del Demone è nella ricerca di un amore che possa riscattarlo, redimerlo, e nell'impossibilità di amare altri che sé stesso, nel tentativo di contrastare l'estrema libertà che lo caratterizza legandosi a un altro essere, per vivere davvero, cosa possibile se si va oltre la propria individualità. Ma il tentativo fallisce: egli è una creatura celeste cui rimane estranea la terra e precluso il cielo. Per un attimo, «stanco d'eternità e di dominio, egli cade ai piedi di Tamara, […] il suo amore prorompe, ribolle, straripa» e uccide. Per il Demone «l'amore è una forza fatale confinante con la pulsione di morte», che non salva lui e distrugge Tamara, natura infinitamente più debole.
Il giuramento d'amore che il Demone fa a Tamara, quando ormai l'amore è stato soppiantato dal bisogno di annientare, dalla sua impossibilità di fare spazio ad altro che non sia il proprio orgoglio, «è un torrente di locuzioni narcotiche, un recital di splendori verbali. Di fronte a questo infrenabile profluvio verbale, che è Tamara se non un fantoccio spaurito, ipnotizzato, travolto dalla concitazione del suo tentatore? Solo in un episodio ti appare persona viva: là dove danza; per il resto sembra che esista solo nella folgorazione del desiderio del Demone. Tamara è un fantoccio di cera che si scioglie sotto il fuoco della facondia luciferina, ancor prima che sotto il veleno dei baci. Sotto la fiamma di parole che assopiscono». Eppure, a ben vedere, la vera forza di Tamara è proprio in ciò che l'uccide, nella sua capacità di amare, nella sua purezza che «rammenta allo spirito delle tenebre un'immagine di armonia impressa nel suo animo fin dalla creazione del mondo». Ella, morendo per amore, è accolta in cielo, in quel paradiso inaccessibile al Demone, nonostante la sua onnipotenza, qualunque cosa possa fare. «La vittima Tamara, pur soccombendo, si mostra superiore al Demone in quanto portatrice di una primordiale pienezza esistenziale, di una coerenza immediata» fra istinto e azione: ella ama e dona se stessa, mentre il Demone ama e uccide.

### L'altro protagonista: il Caucaso
L'elemento paesaggistico si combina, in forma artisticamente perfetta, con gli elementi filosofico e psicologico. Il Caucaso era nell'immaginazione di Lermontov fin dalla sua infanzia, per averlo visitato con la nonna, ed è sfondo di varie composizioni poetiche a partire dal 1828 con quello che probabilmente è stato il suo primo poema, I circassi, cui fecero seguito altri lavori, come Izmail-bej  e L'aul Bastundži. Eppure la cinta delle maestose montagne caucasiche diviene teatro dell'impossibile sogno d'amore del triste Demone solo nel 1838, quando l'esilio, mascherato da servizio militare, favorì una conoscenza più approfondita dell'ambiente e delle popolazioni montane, con l'annesso bagaglio di credenze, usanze, costumi, canzoni ed eroi locali. Più di ogni altro poeta russo, Lermontov ha saputo raccontare questo mondo singolare, dalla vita semplice e selvaggia, abitato da genti feroci, coraggiose, appassionate e, come lui, amanti indomiti e indomabili della libertà. Così non potevano che essere le svettanti catene caucasiche, con i loro effetti di luce e voci e fruscii, «in una sorta di liturgia barbarica», a offrire una patria terrena al Demone alato, che qui, «come un reboante attor tragico», può a suo agio spaziare e infervorarsi.
Irackij Andronikov, che è di origine georgiana, insieme ad altri studiosi, ha esaminato tutti i luoghi descritti nel poema comparandoli con i lavori pittorici e grafici di Lermontov, e ha trovato le corrispondenze cercate. Il poeta aveva dipinto ognuno di essi, da Pjatigorsk alla strada militare della Georgia fino a Tbilisi, dal Kazbek alla gola del Dar'jal, dal Terek all'Aragvi, fino al castello di Gudal e alla cappella montana dove il fidanzato di Tamara non si è fermato per pregare. Alcuni tra i più straordinari versi del poema sono dedicati al Caucaso e sono a ragione considerati dei «pezzi da antologia» di grande bellezza. La grandiosità dei paesaggi, dove ogni frangente è insieme terribile e sublime, non poteva che ispirare alta e profondissima poesia. Lermontov traduce in versi «paesaggi squarciati da vampe improvvise, da fulgori violenti, da sciabolate di luce, e accende abbaglianti tramonti, degni di Turner».
(in Lermontov 1990, vv. 463-469)
La rappresentazione del paesaggio nel poema ha una forte connotazione psicologica, è, «in consonanza tempestosa e misteriosa» con le contraddizioni e la selvatica grandezza del Demone, è il riflesso sia del carattere dicotomico della sua anima che della natura stessa, nelle accezioni di Cielo-Terra, Paradiso-Inferno, Vita-Morte. Dapprima, nei versi iniziali del poema, Lermontov ci immerge nel paesaggio da una prospettiva verticale, dall'alto del Demone in volo. Sotto di lui, le nevi eterne del Kazbek brillano come un pavimento di scintillanti diamanti, e poi, quasi nel mezzo, ecco una vertiginosa crepa nera, la gola del Dar'jal. La visione aerea è un emblema dei due poli opposti nei quali si dipana la cosmica tragedia: la luce in alto e la tenebra in basso, nella profondità della roccia.
Il ritratto di Tamara morta, adagiata nella sua bara tra i fiori, come una novella Ofelia, sembra fermare l'attimo in cui la vita cede il passo alla morte, ed è infatti l'ora del tramonto che la vede avanzare verso il luogo della sepoltura, quando le nevi del Caucaso «un riflesso purpureo serbando,/risplendon nell'oscura lontananza». E con la morte di Tamara e la sconfitta del Demone, Lermontov offre al nostro sguardo una visione che procede dal basso verso l'alto, con in primo piano immagini di ragni e rettili, e con nebbie e nembi che, calate sulle fredde montagne, fanno da vaporoso soffitto alla volta del cielo, a simboleggiare la caduta, sancita una volta di più, del Demone dannato.

## Ildemonenella produzione di Lermontov
(in Lermontov 1982, Мой демон (Il mio demone), 1830-1831, vv. 25-32)

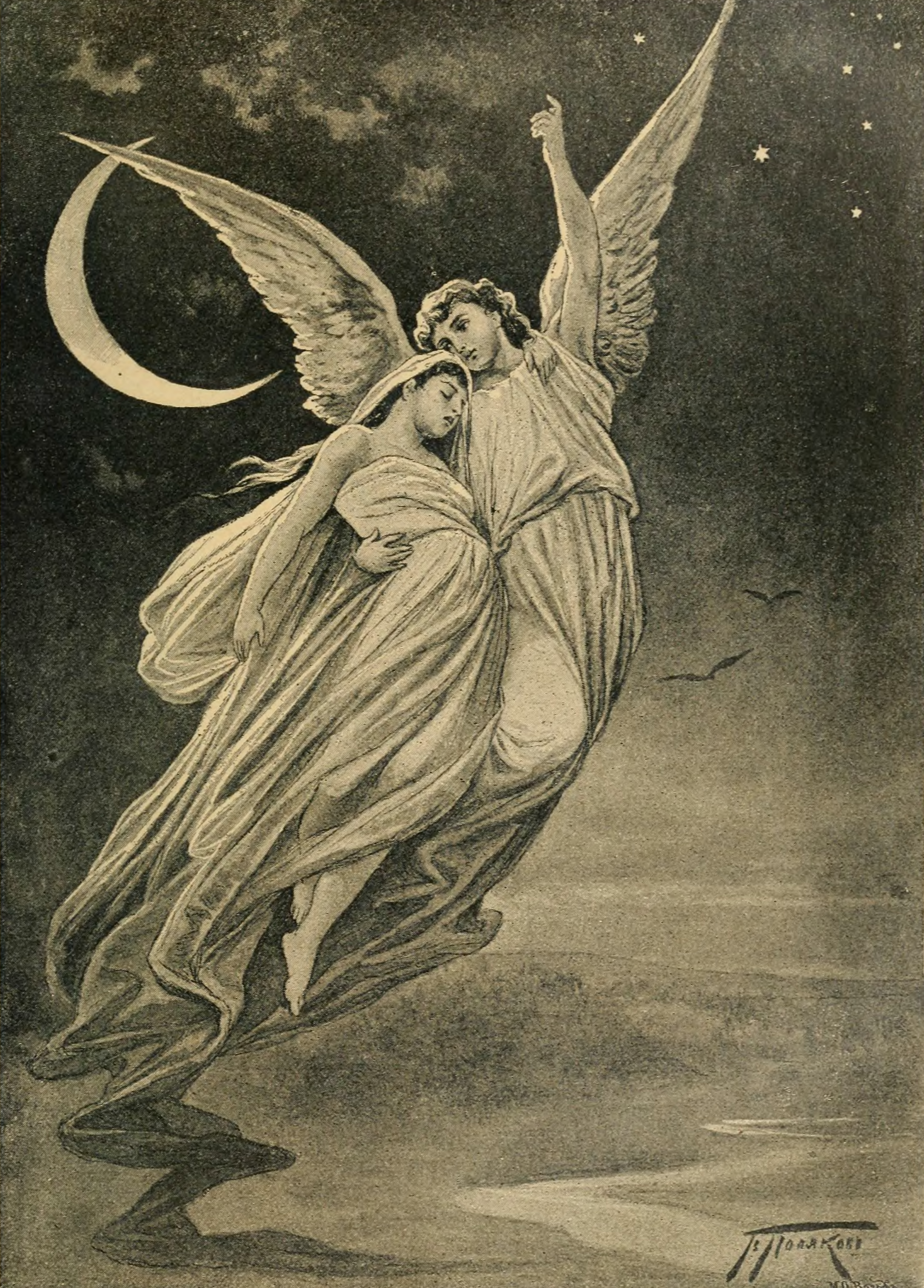
Angelo, illustrazione di V. A. Poljakov per l'omonima poesia

Il demone come soggetto di riflessione lirica ha, come sappiamo, accompagnato Lermontov nel corso della sua vita. Nel 1829 scrisse Il mio demone, poesia rielaborata e ampliata nel 1831, lo stesso anno in cui creò i poemi Azrail e L'angelo della morte, nonché la lirica che è considerata il capolavoro della sua adolescenza, L'Angelo, tutte opere nelle quali sono presenti i temi che con maggiore potenza artistica saranno sviluppati nel suo capolavoro.
Il mio demone è lirica certamente ispirata alla quasi omonima Demon, composta da Puškin nel 1823, e proprio l'aggiunta dell'aggettivo possessivo indica il diverso atteggiamento dei due poeti nei confronti dello stesso soggetto. Se Puškin respinge lo «spirito della negazione», il più giovane Lermontov si identifica con lui. Come il demone, egli ama gli uragani, perché ha conosciuto la sofferenza e la disillusione, ma, al modo in cui spiegherà nella rivisitazione della stessa poesia, scritta nel 1831 e che della prima redazione conserverà solo i quattro versi iniziali, aspirerà sempre alla felicità, ben sapendo che pace e armonia non sono contemplati dal suo destino.
Pubblicata nel 1840 sulla rivista letteraria Odesskij al'manach (L'Almanacco di Odessa), unica opera dell'adolescenza ad essere edita durante la vita di Lermontov, la lirica L'angelo è stata poi trasposta in musica da grandi compositori quali Rubinštejn, Rimskij-Korsakov e Rachmaninov. In essa si racconta di un cherubino che conduce sulla Terra tra le braccia un'anima, in procinto di incarnarsi. L'angelo durante il viaggio canta melodie celesti di una tale bellezza che l'anima conserverà, quando vivrà triste e sconsolata la sua esistenza mondana, in forma quiescente, senza poterne elaborare il ricordo. L'anima, nella quale il poeta identifica se stesso, eternamente esule in terra, sentendo che la sua vera natura non appartiene a questo mondo, è condannata a vivere «di brama mirabile piena», che non potrà mai soddisfare. Alla vuota esistenza terrena, Lermontov, «nei suoi istanti di raccoglimento più profondo, di distacco da una società fatua, dalle maschere e dai sarcasmi imposti dalla moda, contrappone il ricordo, latente nell'anima, di una celeste patria perduta». Questa patria è l'epoca d'oro della sua infanzia, trascorsa a Tarchany, quando, bambino, non conosceva ancora il male, e una volta strappato da quel mondo di purezza, sentirà sempre forte il rimpianto di quel paradiso perduto e vivrà in una perenne condizione di esule.

Azrail, nel poema di Lermontov, non è il serafino Azrael né l'Angelo della morte, ma un essere metà uomo e metà creatura celeste, un immortale che ama «tutto il caduco». S'innamora di una fanciulla che, colpita dalla sua tristezza, lo prega di raccontarle la sua storia in uno dei brani in prosa che si alternano ai versi:
 « Raccontami la tua storia; se abbisogni di lacrime, ne ho; se abbisogni di carezze, ti soffocherò colle mie; se abbisogni di aiuto, oh prendi tutto ciò che ho, prendi il mio cuore e ponilo sulla piaga che ti strazia l'anima; il mio amore brucerà il verme che si annida in essa. »
 E Azrail racconta di quando viveva insieme a una moltitudine di creature simili a lui, ancora prima che il mondo degli uomini esistesse, eppure infelice perché in cerca di qualcuno da sentire vicino, «sia pure solo nel dolore». La sua scontentezza offendeva Dio, fu quindi punito, costretto ad errare nell'universo, ad assistere alla scomparsa di mondi, compreso quello degli uomini dove è approdato e dove si è innamorato di una mortale. Spaventata dalla confessione di Azrail, la ragazza annuncia di essere prossima alle nozze con un valoroso guerriero, al che l'essere sovrannaturale, senza però ira, la biasima per avergli dato una speranza vana di amore e pace, mentre era già promessa ad un altro. Nel poema, pubblicato solo nel 1876, Lermontov affronta per la prima volta il tema dell'amore di un essere demoniaco per una vergine mortale.
(in Lermontov 1982, Ангел смерти (L'angelo della morte), dalla Dedica ad Aleksandra Vereščagina, 1831)

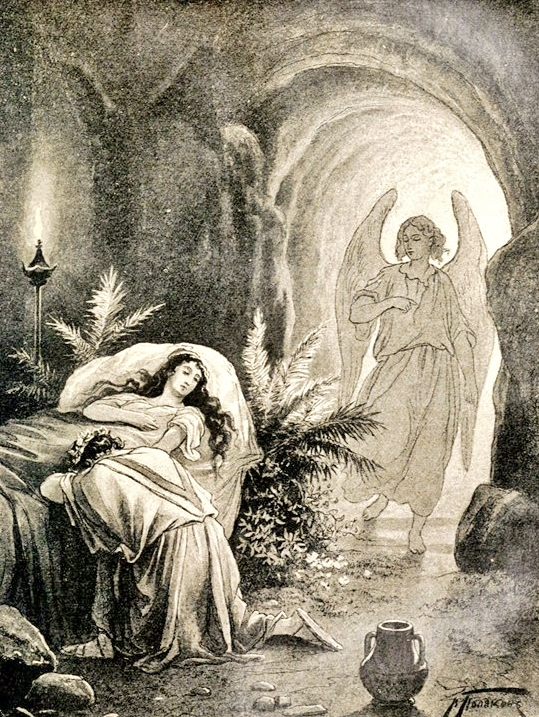
L'angelo della morte, illustrazione per l'omonimo poema di V. A. Poljakov

L'angelo della morte, poema dedicato alla cugina e amica Aleksandra Michajlovna Vereščagina (1810-1873), racconta di come l'angelo che appare al morente negli ultimi istanti di vita, un tempo consolatore, sia divenuto un essere spietato, dal freddo abbraccio e dallo sguardo terribile.
Il giovane Zoraim al mondo possiede un unico bene: l'amore della vispa e leggiadra Ada. Ma un giorno la fanciulla si ammala gravemente, l'angelo della morte appare al suo fianco e, per renderle meno penoso il trapasso, la bacia sulle labbra onde accoglierne l'ultimo respiro. Alla tenue luce della lampada, tuttavia, l'angelo incontra «l'immoto, torbo sguardo» di Zoraim, e resta colpito dal suo dolore senza lacrime, che si consuma «nella fredda calma del silenzio», vero «suggello della disperazione», tanto da decidere di compensarlo. Così s'incarna nella fanciulla, le restituisce la vita, e perde quasi completamente se stesso, i suoi poteri, i suoi ricordi, rinuncia alla sua casa che è il cielo, non potrà più portare ai morituri l'estremo conforto.
I due giovani vivono, «gli affetti in uno solo», felici il loro amore, finché Zoraim non si accontenta più di quella tenera gioia, sente l'anima prigioniera di una delizia velenosa che lo sottrae a ben altro fuoco agognato, alle fiamme della battaglia in cui riposa la speranza della gloria. Il giovane parte per combattere una guerra che neppure comprende, e cade da eroe. Ada si precipita sul campo di battaglia e trova l'amato in agonia. Lo abbraccia stretto, come per strapparlo alla morte, e ascolta il suo tardivo pentimento. Zoraim muore e l'angelo della morte ricorda chi è. Ha vissuto nel cuore di una fanciulla, ha sentito la forza dell'amore, ha conosciuto l'abbandono, la perdita, e prova un grande disprezzo per gli uomini, incapaci di apprezzare la vita; sempre insoddisfatti e pronti a sacrificare la felicità propria e di chi li ama per vane ambizioni, essi non meritano alcuna compassione. L'angelo lascia il corpo di Ada e vola in cielo. Ha perso la sua bontà, per il tradimento di Zorain «gli è rimasta brama di vendicarsi sull'intero mondo». E da allora, l'ultimo istante di vita degli uomini è «un castigo».

## Il Demonenella cultura russa
Per rendere omaggio a Lermontov nel cinquantenario della nascita, l'editore Pëtr Končalovskij, padre dell'omonimo pittore, decise di pubblicarne le opere in due volumi con illustrazioni realizzate dai massimi artisti russi. A tal scopo ne raccolse ben diciotto, tra cui il quasi sconosciuto al grande pubblico Michail Vrubel'. Egli, compensato con l'irrisoria cifra di ottocento rubli, realizzò cinque grandi illustrazioni e tredici piccole per Il Demone, in acquerello nero. Il monocromatismo accentua il carattere drammatico della storia e dei personaggi, sia del Demone, che diviene l'archetipo dell'angelo caduto e combina in sé l'elemento maschile con quello femminile, sia di Tamara, della quale Vrubel' vuole sottolineare la lotta interiore che deve portarla a scegliere tra cielo e terra. La versione su tela del soggetto, Demon sidjaščij (Demone seduto), racconta la sua malinconia, la nostalgia per ciò che è vivo. Così, i fiori del giardino sembrano cristalli di ghiaccio la cui superficie riproduce le tipiche fratture delle rocce, e le nuvole in cielo pure sembrano «di pietra». Vrubel' tornò a rappresentare il Demone nel 1898 con la tela Demon letjaščij (Demone in volo), rimasta incompiuta, e nel 1902, con l'olio Demon poveržennyj (Demone caduto), in un momento di gioia e insieme di tristezza per la nascita dell'unico figlio, che era affetto da labbro leporino. In quest'ultimo lavoro «la cui ossessiva stesura portò il pittore alla follia, il demone ha il corpo disfatto, deforme, e si allunga, sfinito, su un tappeto di piume staccatesi, nella caduta, dalle sue enormi ali; e un'ala s'è confitta dentro un ghiacciaio. I suoi grandi occhi sgranati ci dicono che non è più fiaccola di ribellione, né viluppo di superbia, ma solo una creatura sconfitta, un grumo d'angoscia».

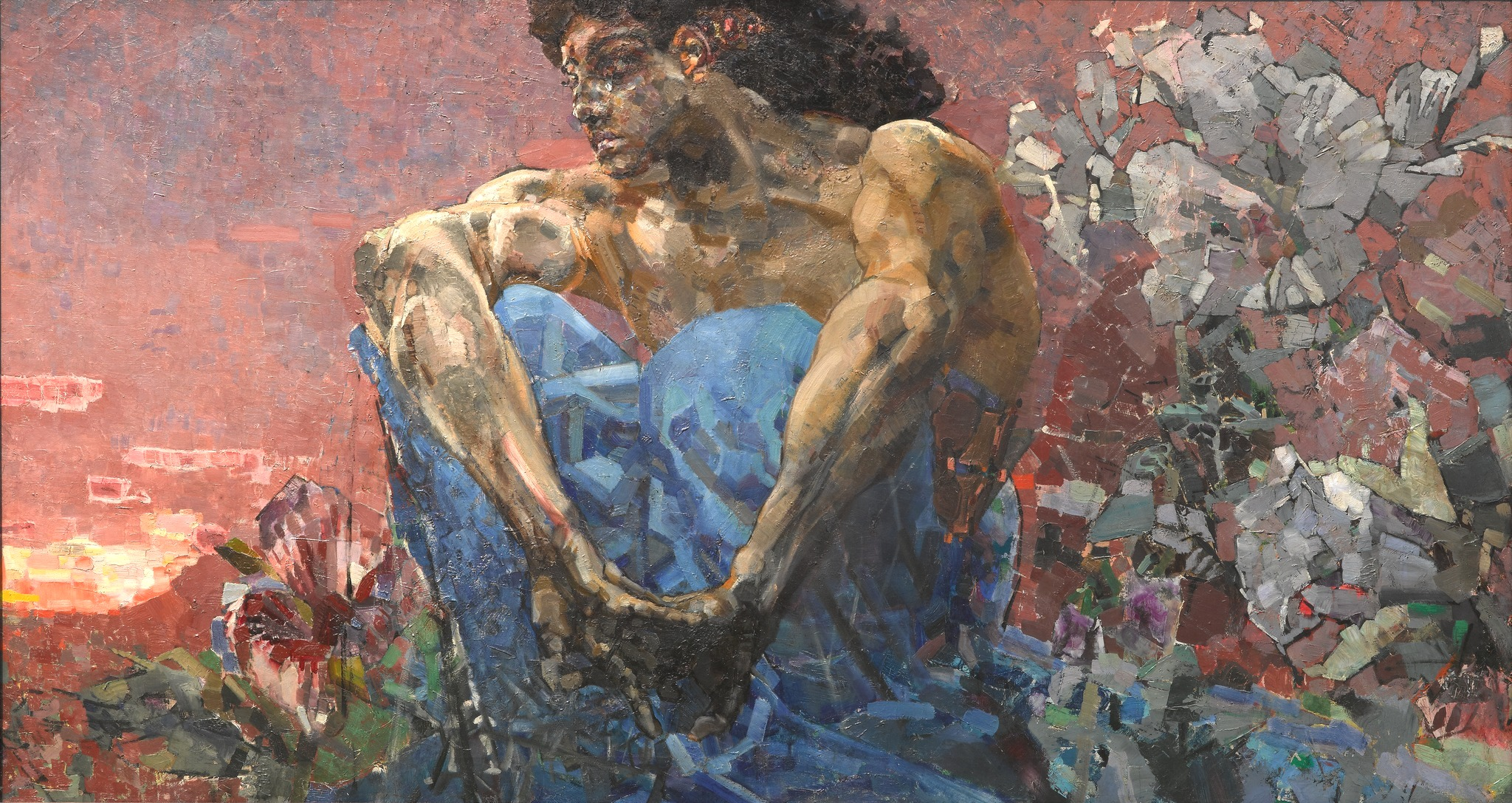
Demone seduto
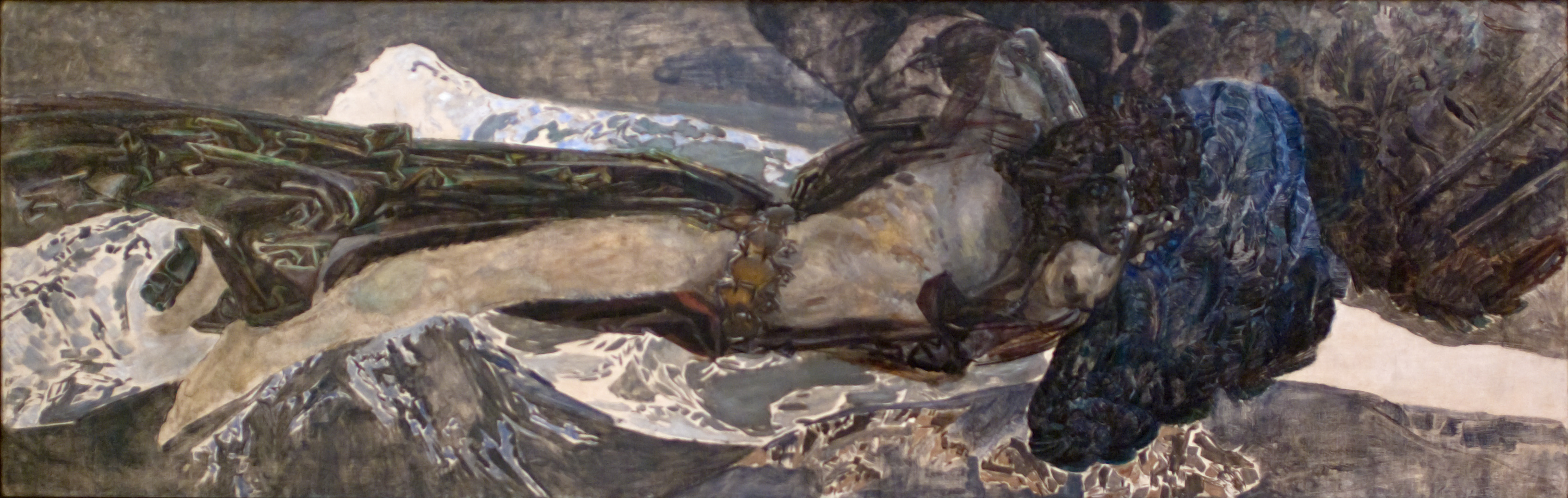
Demone in volo
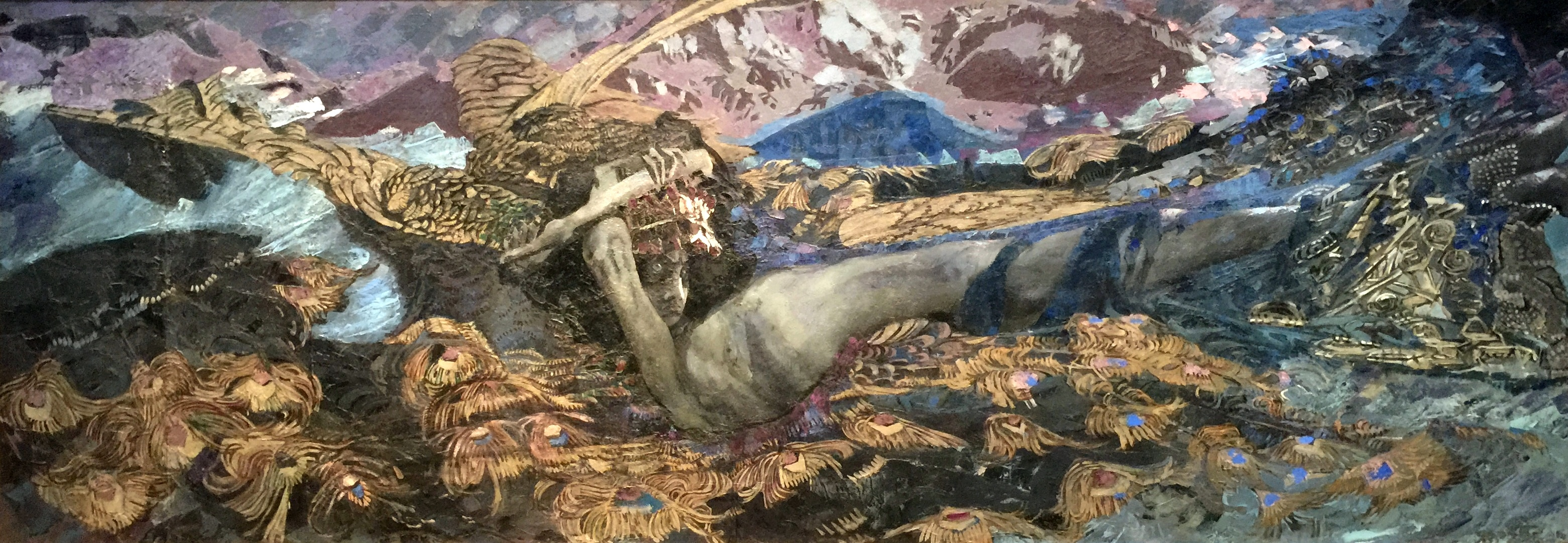
Demone caduto

Al poema di Lermontov si sono richiamati Aleksandr Blok e Boris Pasternak. Blok è autore di una poesia dal titolo Demon, scritta in due varianti: una del 1910, composta sotto l'impressione suscitata in lui dalla morte di Vrubel', e l’altra del 1916, entrambe apparse nella raccolta Strašnyj mir (Il mondo terribile). Quanto a Pasternak, egli apre l'antologia di poesie del 1922 Sestra moja — žizn' (Mia sorella, la vita) con Pamiati Demona (Alla memoria del Demone), redatta nel 1917.
A differenza del personaggio lermontoviano, il Demone di Blok parla in prima persona, agisce nel presente e, pur essendo, come il modello, cinico, appassionato e crudele, non commette il male senza diletto, non vuole ritrovare, attraverso l'amore, la purezza perduta. Anche Tamara non è più l'intensa principessa georgiana che per un momento fa credere al Demone possibile una sua redenzione, ma è un'umile schiava sottomessa al suo padrone, una cedevole e timorosa creatura. Il Demone, portandola tra le braccia, le mostra luoghi inaccessibili agli uomini: spazi siderali, la volta celeste, le stelle. La donna esprime la propria paura e il Demone la disprezza per la sua incapacità, tutta umana, di sopportare le indicibili bellezze di cui lui vuole renderla partecipe, così quando lei soccombe a tante emozioni sovrannaturali e gli chiede di lasciarla andare, il malvagio tentatore apre le braccia e, con un «sorriso divino», la guarda precipitare negli abissi profondi, come un tempo fu lui a cadere dall'Empireo.
Pasternak ricrea le atmosfere georgiane di Lermontov, ne dipinge gli stessi sublimi paesaggi, per raccontare il ritorno del Demone nei luoghi che furono di Tamara, la donna amata e uccisa. La poesia è un omaggio all'immortale personaggio di Lermontov, come immortale è la sua creatività, concetto che nel pensiero filosofico di Pasternak si associa alla natura, è tutt'uno con essa. Così, quando il Demone, nella chiusa della poesia, promette alla defunta Tamara di tornare ancora e le giura «con i ghiacci delle vette:/ dormi, amica – mi muterò in valanga», si identifica con le – in questo caso – rovinose forze dell'universo. A fondersi in una sola immagine, in uno stesso spazio lirico, sono il Demone, la Natura e il Poeta, quasi che Pasternak abbia inteso portare l'individualismo, rivalutato ed esaltato dal romanticismo, alla sua definitiva consacrazione.
Il 13 gennaio 1875 al teatro Mariinskij di San Pietroburgo andò in scena la prima de Il Demone, opera lirica di Anton Rubinštejn su libretto del Pavel Viskovatov (1842-1905). A Mosca, invece, l'opera fu rappresentata – al teatro Bol'šoj – solo il 22 ottobre 1879. Molte altre opere sono state poi tratte dal poema di Lermontov: tra queste, la Tamara, successivamente rinominata Demon, del compositore Boris Fitingof-Šel' (1829-1901); la terza sinfonia per orchestra di Eduard Napravnik; il balletto con musiche del georgiano Sulchan Cincadze (1925-1991).

### Esplicative
1. ↑  Bisogna precisare che la prima traduzione del poema, in prosa, risale al 1865 e fu opera di Angelo De Gubernatis e della moglie, Sof'ja Bezobrazova, una cugina di Michail Bakunin. Apparve sulla rivista La civiltà italiana, nei nn. 8-10. La prima traduzione in versi è invece del 1881, a cura di Domenico Ciampoli e del suo collaboratore V. E. Foulques, e fa parte, assieme al poema Beglec (Il fuggitivo) e a undici poesie di Lermontov, dell'antologia Melodie russe, che raccoglie diversi autori e che fu edita a Lipsia. Nel 1885, i due ripubblicarono Il Demone, stavolta con il poema di Puškin, Gli zingari, presso la casa editrice di Ulrico Hoepli (Enciclopedia lermontoviana).
2. ↑  Nelle edizioni sovietiche, e quindi nella maggior parte delle fonti italiane, è detto che Lermontov lavorò sul suo poema fino al 1841, ma studi più recenti hanno dimostrato che Il Demone non fu più toccato dopo la lettura a corte che avvenne l'8-9 febbraio del 1839 (Najdič, p. 178; Lebedeva).
3. ↑  Forse la lettura corretta è "Sinandal" e non "Sinodal". Il castello di Sinandal apparteneva ai principi georgiani Ch'avch'avadze, della cui famiglia era membro Aleksandre Ch'avch'avadze. Cfr. nota 22, in Lermontov 1990, pp. 54–55.
4. ↑  Tra virgolette basse e in corsivo sono resi tutti i versi di Lermontov presenti nel corpo del testo, per non confonderli con le altre citazioni.
5. ↑  Sebbene Lermontov scriva al v. 105: «Fidanzava Gudal la propria figlia», i vv. 184-185 recitano: «Alla festa di nozze, verso il tramonto/Correva l'impaziente fidanzato», quindi quella in atto è una festa nuziale, come del resto risulta evidente da tutta la parte dedicata al rituale della danza.
6. ↑  Lermontov 1990, p. 49, nota 17. Dopo il matrimonio, infatti, era tradizione che le donne georgiane non danzassero più e vivessero recluse in casa, vittime sacrificali di una società patriarcale, anche se di fede cristiana.
7. ↑  Lermontov 1990, p. 87, nota 41. Perché? Che senso ha avuto l'intervento dell'angelo? La spiegazione potrebbe essere che il destino di Tamara deve compiersi e infatti più oltre, al verso 1038, l'angelo dice che la fanciulla era attesa in paradiso da tempo. E con quello di Tamara anche il destino del Demone deve compiersi: egli è stato condannato da Dio all'esilio e all'eterna solitudine.
8. ↑  Così recita la didascalia del ritratto secondo la fonte da cui è tratto, ma l'anno non può essere il 1830, essendo allora Lermontov studente all'Università di Mosca. Sarebbe infatti entrato nella scuola militare solo a novembre del 1832, quando gli fu noto che l'Università di San Pietroburgo, città dove si era trasferito mal tollerando l'antiquato clima culturale moscovita, non gli avrebbe riconosciuto gli esami ivi sostenuti, ragion per cui optò per la scuola dei cadetti, il cui programma biennale di studi gli consentiva di portare a termine la sua educazione nei tempi prestabiliti. Cfr. Michilli, p. 187.
9. ↑  Nel 1939 è stato scoperto in Armenia un documento composto tra la fine del 1837 e l'inizio del 1838, il cosiddetto manoscritto di Erevan, che studi posteriori, condotti principalmente dal professor Iraklij Andronikov (1908-1990), uno dei maggiori conoscitori di Lermontov, hanno dimostrato essere una copia da un originale perduto di mano del poeta. Quindi la sesta redazione avrebbe due versioni, e non una. Cfr. Najdič, pp. 166–168.
10. ↑  Per il testo in lingua originale, disponibile in Lermontov 1990 solo per la versione canonica, vedi qui.
11. ↑  Lermontov riporta i versi seguenti anche nella terza redazione.
12. ↑  Per il testo in lingua originale, vedi qui.
13. ↑  In calce alla dedica Lermontov aggiunge un frammento di dialogo tra Caino e Lucifero estratto dalla tragedia Cain di Byron.
14. ↑  Varvara, che era la sorella minore di Aleksej, compagno di studi del poeta e suo grande amico, fu nel 1835 costretta dal padre a sposare un uomo dalla più solida posizione sociale, il consigliere di Stato Fëdor Bachmetev (1797-1884), evento che avrebbe gettato nello sconforto Lermontov. (Cfr. Michilli, pp. 159 e ss. e Michilli, pp. 241 e ss.).
15. ↑  Si tratta dei vv. 741-749 che, con minutissime modifiche, sono ripresi nelle redazioni successive, escluse la quarta e l'ultima, quando Lermontov li tagliò per la lettura presso la corte, di cui si parlerà nel prosieguo del paragrafo, ma che sono stati reinseriti nella versione canonica (Lermontov 1990, p. 101).
16. ↑  Per il testo in lingua originale, vedi qui.
17. ↑  Per il testo in lingua originale, vedi qui.
18. ↑  Lermontov 1990, p. 207.
19. ↑  Per il testo in lingua originale vedi qui.
20. ↑  Tutte le date, sia nelle fonti russe che italiane, rispettano il calendario giuliano allora in vigore in Russia, così, onde evitare confusione e per completezza,  nonché correttezza, di informazione, si è preferito inserire tra parentesi la corrispettiva data gregoriana, con le importanti eccezioni delle date con cui sono conosciute le versioni sesta, settima e ottava del poema che, ovviamente, non possono essere oggetto di conversione.
21. ↑  La zarina, nell'agosto del 1840, quando Lermontov era già da qualche mese nel Caucaso, a seguito del duello con Ernest de Barante, cercò di intercedere a suo favore con l'augusto coniuge, proponendogli di leggere Un eroe del nostro tempo, da poco pubblicato con grande successo. Da una lettera ad Aleksandra Fëdorovna, sappiamo che l'impressione suscitata in Nicola I dal capolavoro di Lermontov non fu affatto buona e, anzi, ritenne il nuovo esilio un'ottima occasione per riflettere su Maksim Maksimovič e meglio definirlo come personaggio, perché lui e non il corrotto Pečorin avrebbe dovuto essere il protagonista del romanzo. Inoltre l'imperatrice, che citava nel suo diario le poesie di Lermontov, chiese al compositore Feofilakt Tostoj, nipote di Kutuzov, di metterne in musica una del 1839, Molitva (Preghiera). Dopo la scomparsa del poeta, nel settembre del 1841, fece leggere per la seconda volta a corte Il Demone, e a un anno dalla morte del marito, nel 1856, commissionò l'allestimento di una rappresentazione vivente del poema, con scenografie dipinte dal principe Grigorij Gagarin (Lebedeva).
22. ↑  Un vecchio soldato racconta a un giovane commilitone la celebre battaglia dell'epopea antinapoleonica con una realistica parlata popolare, e il riuscire a trasferire in un linguaggio semplice un pensiero complesso fu per l'epoca un'innovazione stilistica non di poco conto. Cfr., (Carpi, p. 360).
23. ↑  Il titolo completo del poema, scritto nel 1837, è Canto dello zar Ivan Vasil'evič, del giovane milite della guardia e del prode mercante Kalašnikov. In esso si racconta di un arciere che, per aver molestato in strada la moglie del mercante Kalašnikov, viene da lui ucciso in una gara di lotta alla presenza di Ivan il Terribile. Questi condannerà a morte l'omicida, non senza un elogio del coraggio esibito, perché, per salvare l'onore della consorte, non aveva esposto le ragioni del suo gesto (Michilli, pp. 293–294.
24. ↑  Il riferimento è al Canto XXXIV dell'Inferno dantesco, in cui al v. 127 Lucifero è chiamato Belzebù.
25. ↑  Il richiamo dovrebbe essere in questo caso al Cain di Byron, essendo Satana il protagonista del Paradiso perduto di Milton.
26. ↑  Belinskij non scrisse mai un'articolata analisi critica de Il Demone perché morì prima che l'opera fosse pubblicata, ma privatamente espresse in varie occasioni le emozioni che i versi di Lermontov gli avevano suscitato. Dopo aver completato il lavoro su Il Demone, ad esempio, confida in una lettera a Botkin: «Mi ha colpito una nuova malattia – non sto scherzando. Il petto duole, ma così dolcemente, così piacevolmente... Come se lingue di fuoco straripassero dal cuore, per affluire di nuovo nel petto, ma tanto umide, tanto rinfrescanti. Questa sensazione mi è nota da tempo, ma mai mi si era presentata così intensa, così esaltante, così simile a una malattia. Si è impadronita di me soprattutto mentre scrivevo Il Demone. Sono una persona diversa: un altro è entrato dentro di me, e quest'altro si è così radicato in me, che vivo solo grazie a lui. Il Demone è diventato una parte della mia vita, lo serbo per gli altri, lo serbo per me stesso: in esso ci sono mondi di verità, di sentimenti, di beltà». Ljubimova-Dorovatovskaja, pp. 81–82.
27. ↑  In Genesi 6:2 è scritto: «Allora i figli di Dio videro le figlie degli uomini, e videro che erano belle, e le presero in moglie, ciascuna secondo la scelta». Introduzione, in (Lermontov 1990, p. 11).
28. ↑  Il poema racconta di un principe cabardino che, a capo di un manipolo di uomini, tenta di liberare il fratello tenuto prigioniero dai russi in una città fortificata e muore in battaglia. Cfr. Michilli, pp. 89–90.
29. ↑  In questo poema del 1832, che si apre con una dichiarazione d'amore di Lermontov per il Caucaso, si narrano le avventure del principe circasso Ismail che, mandato da bambino a studiare in Russia, torna da adulto nella sua terra per difenderne l'indipendenza dall'invasore russo. Il poema è anche la storia dell'amore non corrisposto di una bella lezgina per il principe: pur di stargli accanto, ella si traveste da uomo e combatte al suo fianco. Alla fine Ismail sarà ucciso dal proprio invidioso fratello. Cfr.Michilli, pp. 89–90.
30. ↑  Il lungo poema del 1833-1834, in ottava rima, interesse metrico maturato in Lermontov dalla lettura di Tasso e Ariosto, è incentrato sulla disperata passione di un giovane guerriero per la moglie del suo fratello maggiore. Graziato da quest'ultimo, cui non ha nascosto il suo insano sentimento, uccide la donna che vuole restare fedele al marito e poi brucia il loro villaggio. Cfr.Michilli, pp. 206–207.
31. ↑  L'aul Bastundži (in lingua cabardina aul significa villaggio montano) è veramente esistito e si trovava nei pressi del monte Beštau, non lontano da Pjatigorsk. Cfr. Note, in Lermontov 1982, p. 694.
32. ↑  Per consultare la data di prima pubblicazione delle opere di Lermontov, vedi qui Archiviato il 26 aprile 2019 in Internet Archive.
33. ↑  Per il testo in lingua originale, vedi qui.

### Bibliografiche e sitografiche
1. ↑  Najdič-Rodnjanskaja, p. 131.
2. ↑  Lermontov 1990, pp. 133–137.
3. ↑  Lermontov 1990, pp. 139–153.
4. ↑  Lermontov 1990, pp. 155–172.
5. ↑  Lermontov 1990, pp. 173–175.
6. ↑  Lermontov 1955, p. 416.
7. ↑  Michilli, pp. 168–169.
8. ↑  Lermontov 1990, pp. 177–193.
9. ↑  Najdič, p. 165.
10. ↑  Lermontov 1990, pp. 195–208. I versi citati sono a p. 203.
11. ↑  Najdič, p. 175.
12. ↑  Lermontov 1955, p. 417.
13. ↑  Lebedeva.
14. ↑  Najdič, p. 179.
15. ↑  Zacharov, p. 780.
16. ↑  Vacuro, pp. 411–412.
17. ↑  Michilli, p. 276.
18. ↑  Vacuro, p. 413.
19. 1 2  Lermontov 1955, p. 413.
20. ↑  Ljubimova-Dorovatovskaja, p. 81.
21. ↑  Ljubimova-Dorovatovskaja, p. 79.
22. 1 2  Najdič, p. 169.
23. 1 2  Bondarenko, nel capitolo intitolato Posmertnye izdanija (Pubblicazioni postume).
24. ↑  Najdič, p. 168.
25. 1 2  Ljubimova-Dorovatovskaja, p. 75.
26. ↑  Michajlova, p. 12.
27. ↑  Najdič, pp. 178–179.
28. ↑  Najdič, p. 175 e p. 177.
29. 1 2 3  Najdič, p. 172.
30. ↑  Najdič, pp. 177–178.
31. ↑  Michajlova, p. 14.
32. ↑  Najdič, p. 177.
33. ↑  Introduzione, in Lermontov 1990, p. 9.
34. ↑  Introduzione, in Nikolaeva.
35. ↑  Nikolaeva.
36. ↑  Žužgina.
37. ↑  Introduzione, in Lermontov 1990, p. 19.
38. ↑  Introduzione, in Lermontov 1990, pp. 22–23.
39. ↑  Korovin.
40. ↑  Enciclopedia lermontoviana/Najdič, Rodnjanskaja, p. 135.
41. ↑  Lermontov 1955, p. 419.
42. 1 2  Introduzione, in Lermontov 1982, p. X.
43. ↑  Carpi, p. 350.
44. ↑  Carpi, p. 355.
45. ↑  Introduzione in Lermontov 1982, pp. XI-XII.
46. ↑  Carpi, p. 347.
47. ↑  Introduzione, in Lermontov 1990, p. 11.
48. ↑  Ataeva, Osmanova, Ataev.
49. ↑  Introduzione, in Lermontov 1982, p. XII.
50. ↑  Introduzione, in Lermontov 1990, pp. 15–17.
51. ↑  Introduzione, in Lermontov 1982, p. XIII.
52. ↑  Introduzione, in Lermontov 1990, p. 18.
53. 1 2  Jančenko.
54. ↑  Lermontov 1990, vv. 965-966.
55. ↑  Michilli, pp. 411–412.
56. ↑  Lermontov 2015, pp. 434–435.
57. ↑  Lermontov 1982, p. 51.
58. ↑  Giusti, pp. 247–248.
59. ↑  Michilli, p. 412.
60. ↑  Per il testo poetico, vedi: Lermontov 1982, pp. 315–323.
61. ↑  Michilli, pp. 154–155.
62. ↑  Michilli, pp. 156–157.
63. ↑  Domiteeva, p. 225.
64. ↑  Domiteeva, p. 238.
65. ↑  Klimov, p. 14.
66. ↑  Dmitrieva, p. 31.
67. ↑  Usubova.
68. ↑  Lermontov 1982, p. XXV.
69. ↑  Blok 1910.
70. 1 2  Blok 1916.
71. ↑  Introduzione, in Lermontov 1982, p. XII.
72. ↑  Analisi delle poesie di Pasternak.
73. ↑  Rubinštejn.
74. ↑  Michilli, p. 735.
75. ↑  Napravnik.
76. ↑  Michilli, p. 736.

### Sitografia
- (RU) Analiz liriki Pasternaka B. L. (Analisi delle poesie di B. L. Pasternak), su lit-helper.com.
- (RU) Mar'jam B. Ataeva, Beslana M. Osmanova e Boris M. Ataev, Kavkazskaja tema v poėmach Lermontova (Il motivo caucasico nei poemi di Lermontov), su cyberleninka.ru.
- (RU) Aleksandr Blok, «Demon», 19 aprile 1910, su slova.org.ru.
- (RU) Aleksandr Blok, «Demon», 9 giugno 1916, su askbooka.ru.
- (RU) Elena E. Jančenko, Dialektičnost' prirody v tvorčestve Lermontova (Il carattere dialettico nelle opere di Lermontov), in Literaturovedčeskij žurnal, n. 35, Mosca, INION RAN, 2014,  pp. 35–47.
- (RU) Vladimir L. Korovin, O biblejskich motivach v Lermontovskom «Demon» v svjazi s ego tvorčeskoj istoriej: (ot Bajrona k Mil'tonu) [A proposito dei motivi biblici ne «Il Demone» di Lermontov in rapporto alla storia delle sue opere (da Byron a Milton)], in Literaturovedčeskij žurnal, n. 45, Mosca, INION RAN, 2014,  pp. 18–33.
- (RU) Ėleonora S. Lebedeva, Spor carja i caricy o genial'nom poėte (La controversia tra lo zar e la zarina sul geniale poeta), su museumpushkin-lib.ru.
- (RU) Napravnik, Ėduard Francevič — «Demon» - iz poemi Lermontova («Il Demone» - dal poema di Lermontov)), su search.rsl.ru.
- (RU) Evgenija G. Nikolaeva, Pečal'/Grust' v poėme M. Ju. Lermontova «Demon» (Afflizione/Tristezza nel poema di M. Ju Lermontov «Il Demone»), in Kul'tura i obrazovanie, n. 26, Mosca, IPCC, 2017,  pp. 42–52.
- (RU) Opera Rubinštejna «Demon», su classic-music.ru.
- (RU) Alina F. Usubova, Obraz Demona v tradicii russkoj kul'tury (La figura del Demone nella tradizione della cultura russa), su uchportal.ru.
- (RU) Tamara F. Žužgina, Poėma A. Al'freda de Vin'i "Ėloa ili Sestra angelov" (Poema di Alfred de Vigny "Eloa o la sorella degli angeli), su proza.ru.